# ドリアン (果実)
ドリアン（英: Durian）は、ドリアン属（Durio）に属するいくつかの樹木種の果実である。ドリアン属の種は30種類が知られており、少なくともそのうち9種が食べられる果実を付け、インドネシアでは300、タイでは100、マレーシアでは100を超える品種が存在する。Durio zibethinus（和名: ドリアン）が国際市場で入手可能な唯一の種である。その他の種は生産地域で売られている。ドリアンはボルネオ島とスマトラ島に自生している。
一部の地域で「果物の王様」と名付けられているドリアンは、その大きさと、強い芳香、棘に覆われた外果皮が特徴的である。ドリアンは長さ30 cm、直径15 cmまで成長し、典型的な重量は1–3 kgである。形状は卵形から丸形で、外皮の色は緑色から茶色、果肉の色は淡黄色から赤色、と種によって異なる。
一部の人々はドリアンの香りを好むが、その他の人々にとっては不快な匂いと評され、腐ったタマネギ、テレビン油、生下水の匂いと様々に形容される。その匂いは数日間残ることもあり、東南アジアの特定のホテルや公共交通機関ではドリアンの持ち込みが禁止されている。対照的に、19世紀のイギリスの博物学者アルフレッド・ラッセル・ウォレスはその果肉を「アーモンドで強く風味付けされた豊かなカスタード」と形容した。果肉は様々な熟成段階で食べることができ、東南アジア料理の様々ないい香りのする甘いデザートの風味付けのために使われる。原産地では種子を焼いて食べることもある。

## 語源
1580年頃に初めて使われた「durian」という名称は古マレー語の単語「dûrî」（棘の意; とげだらけの外果皮のたくさんの棘を指す）に由来し、名詞形成接尾辞 「 -an」が合わさったものである。種小名の「zibenthinus」はその匂いで知られるジャコウネコ（Viverra zibetha）の名称に由来する。

## 分類

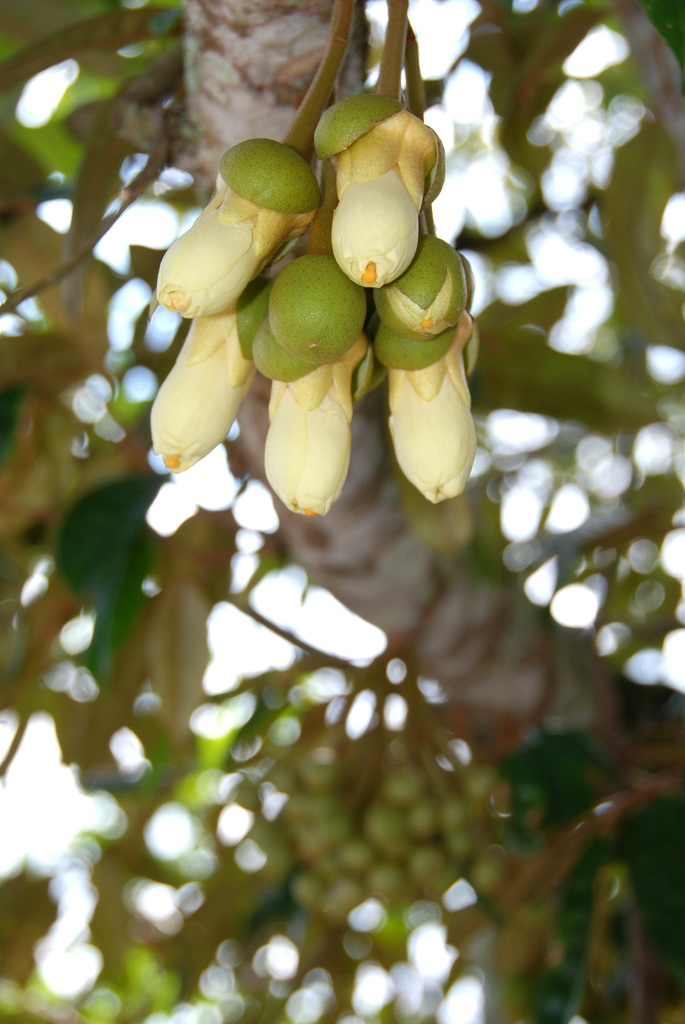
ドリアンの花は通常日中は閉じている。

Durio sensu lato（広義のドリアン属）には30の既知種がある。Durio sensu stricto（狭義のドリアン属）はこれらの種のうち24種から成る。Durio s.l. の残りの6種は独自の属Boschiaを構成すると現在一部の著者らによって考えられている。Durio s.s. とBoschiaは植物体の形態的な特徴では区別がつかず、花の構造についても多くの特徴を共有している。これら2者の決定的な違いは、Boschiaでは葯室が頂孔で開いているのに対して、Durio s.s. では縦の切り込みで開いていることである。これら2つの属はドリアン連（Durioneae）内の別の属であるクレニア属（Cullenia）と姉妹関係にある系統群を形成する。これら3つの属は共に、高度に修飾された葯（双葯室型bithecateとは対照的に、単および多葯室型）によって特徴付けられる系統群を形成する。
ドリアン属 Durioは一部の分類学者らによってパンヤ科（Bombacaceae）に、その他の分類学者らによって広く定義されたアオイ科（Malvaceae; パンヤ科を含む）に、またその他の分類学者らによってわずか7つの属かなるより小さなドリアン科（Durionaceae）に置かれる。
ドリアン属は単室型葯の存在のためしばしばパンヤ科に含められる（残りのアオイ科植物〈および一般に被子植物〉に共通する双葯室型とは対照的）。しかしながら、分子データを用いたアオイ科の系統樹を調べる研究によって、ドリアン連Durioneaeは拡張されたアオイ科のヘリクテレス亜科（Helicteroideae）に置かれるべきだということが明らかになった。これらの研究の著者らは、単室型葯はドリアン連およびMalvathecaクレード（狭義のアオイ科亜科であるアオイ亜科 Malvoideaeとパンヤ亜科 Bombacoideaeから成る）において収斂進化してきた可能性が高い、と仮説を立てている。
ドリアンのドラフト（概要配列）ゲノム解析は、ドリアンがおよそ4万6千のコーディングおよびノンコーディング遺伝子を持つことを示している。それらのうち「メチオニン-γ-リアーゼ」と呼ばれるクラス（有機硫黄化合物の匂いを制御する）が特徴的なドリアンの匂いの主な原因かもしれない。ゲノム解析からは、ドリアンの最も近縁の植物がワタ（綿）であることも示された。

## 記載

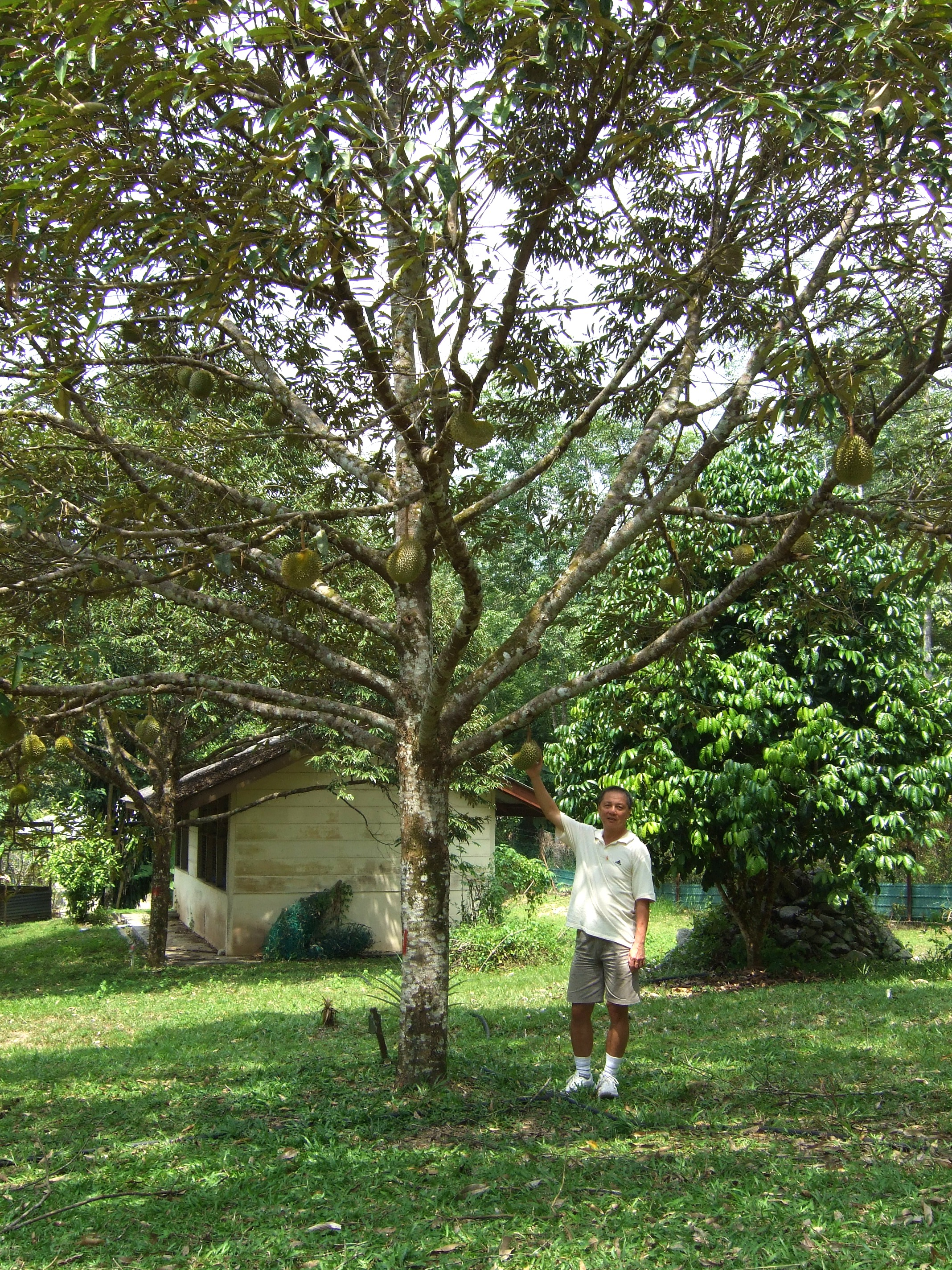
ドリアンの若木（マレーシア）。成熟した個体は最大50 mまで成長する。

ドリアンの木は大きく、種によっては高さ25–50 mまで成長する。葉は常緑で、楕円形から卵形、長さは10–18 cmである。花は大きな枝上やあるいは直接に幹上に、3個から30個の集団を作って形成され、個々の花は1つの萼と5つ（まれに4または6）の花弁を持つ。ドリアンの木は毎年1回または2回の開花および結実期を持つが、時期は種や栽培品種、地域によって違いがある。典型的なドリアンの木は4または5年後に実を付ける。ドリアンの果実はどこの枝にあってもぶら下がり、受粉後だいたい3か月で熟す。果実は長さ30 cm、直径15 cmまで成長し、典型的には重さが1–3 kgである。形状は卵形から丸形で、外皮の色は緑色から茶色、果肉の色は淡黄色から赤色と種に応じて異なる。ドリアン属Durioの30の既知種のうち、以下の9種が食用果実を付けることが同定されている: D. zibethinus、D. dulcis、D. grandiflorus、D. graveolens、D. kutejensis、D. lowianus、D. macrantha、D. oxleyanus、D. testudinarius。しかしながら多くの種の果実はこれまで収集されていないか適切に調べらていないため、食べられる果実を付けるその他の種が存在するかもしれない。ドリアンはジャックフルーツと見た目がいくぶん似ているが、近縁ではない。
D. zibethinusが大規模に商業的に栽培され、原産地域外で入手可能な唯一の種である。この種は放任受粉性であるため、果実の色や匂い、果肉と種の大きさ、木の季節学にかなりの多様性を示す。種小名のzibethinusはインドジャコウネコ（Viverra zibetha）を指す。リンナエウスによって授けられたこの名称がドリアンをとても好きなジャコウネコを指しているのか（ドリアンはジャコウネコをわなに掛けるための餌として使われた）、あるいはジャコウネコのような匂いがするドリアンを指しているのかについては意見の相違がある。
ドリアンの花は大きく、柔らかく、豊富な蜜を持ち、重く、酸っぱく、バターのような匂いを発する。これらの特徴は、蜜と花粉を食べるタイプのコウモリによって受粉される花に特有のものである。1970年代にマレーシアで行われた研究によれば、ドリアンはほぼ例外なくヨアケオオコモリ（Eonycteris spelaea）によって受粉された; しかしながら、1996年の研究は、2つの種D. grandiflorusとD. oblongusはクモカリドリ（タイヨウチョウ科）によって受粉され、もう一つの種D. kutejensisはオオミツバチ、鳥、コウモリによって受粉されたことを示した。
一部の科学者らは、Durio属、Boschia属、およびCullenia属から成る系統群において単室型葯と（ドリアン連の残りの属と比較して）より大きな花が発達していることは、甲虫による受粉から脊椎動物による受粉への移行したこと連動して生じたもの、との仮説を立てている。

### 栽培品種

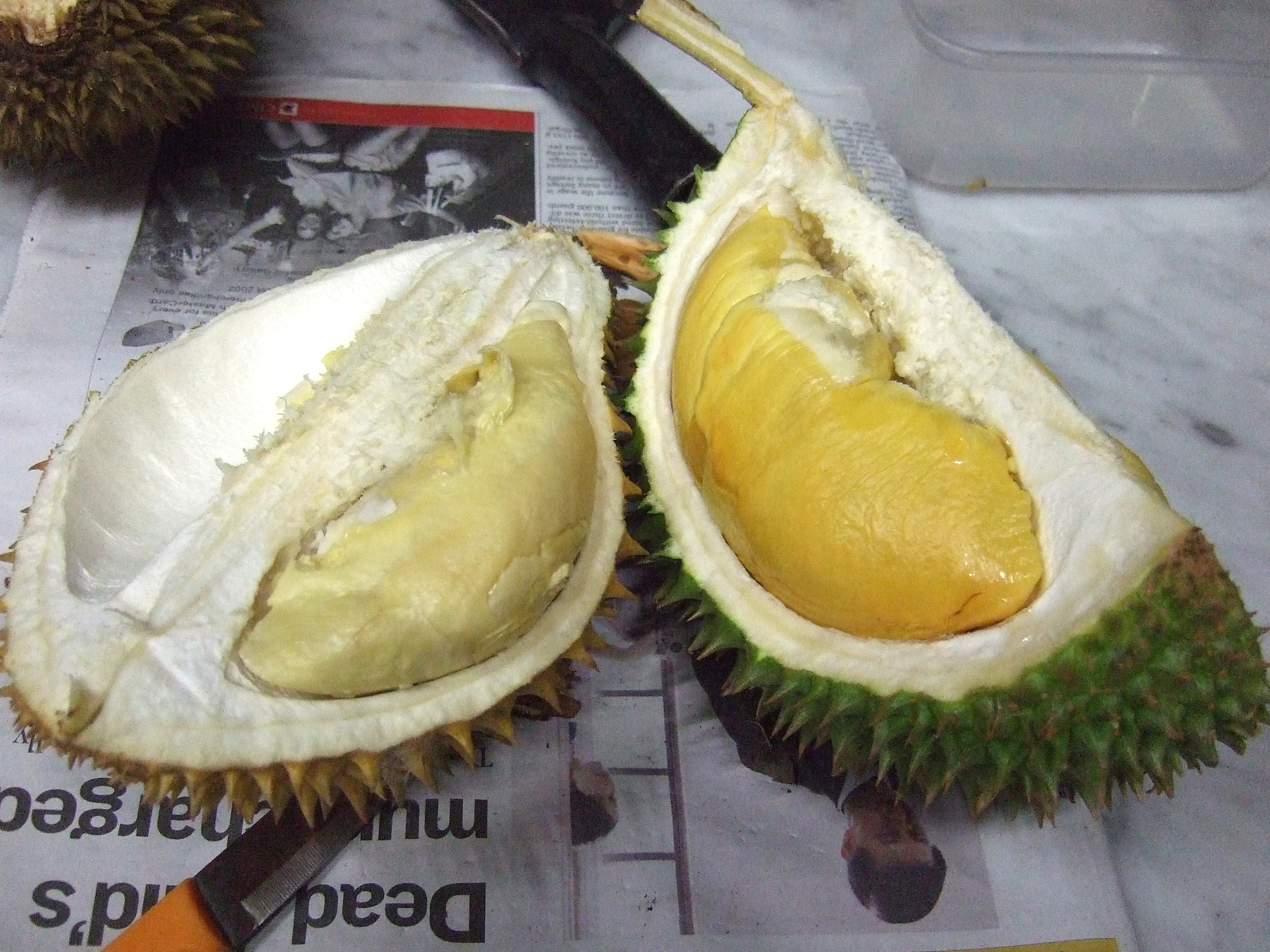
種々のドリアンの栽培品種は特徴的な色を持つことが多い。D101（右）は深い黄色の果肉を有し、もう一つの品種（左）と明白に区別できる。

何世紀にもわたって、栄養クローンによって繁殖した膨大な数のドリアンの栽培品種が東南アジアで生まれてきた。かつてはより優れた品質の果実を付ける木の種子から育てられ、子世代の品質は安定しなかったが、現在は取り木、高取り法、またはより一般的には接ぎ木（無作為に選ばれた台木の苗木への芽接ぎ、切接ぎ、挿し木接ぎ、舌接ぎ、またはU-接ぎ）によって繁殖されている。種々の栽培品種は、棘の形状といった果実の形状における差異によってある程度識別できるかもしれない。ドリアン消費者は特定の栽培品種に対する好みを述べ、それらは市場で高値が付く。

#### タイの品種
ほとんどの品種は一般名と "D" で始まるコード番号を有する。例えば、人気のあるクローンとしてSultan（D24）、Kop（D99、タイ語: กบ〈ゴップ〉 – "カエル"）、Chanee（D123、タイ語: ชะนี〈チャネー〉 – "テナガザル"）、BerserahまたはグリーンドリアンまたはTuan Mek Hijau（D145、タイ語: ทุเรียนเขียว – グリーンドリアン）、Kan Yao（D158、タイ語: ก้านยาว〈ガンヤオまたはガーンヤーウ〉 – 長い茎）、Mon Thong（D159、タイ語: หมอนทอง〈モントーンまたはモーントーン〉 – 黄金の枕）、Kradum Thong（タイ語: กระดุมทอง〈クラドゥムトーン〉 – 黄金のボタン）、D169（一般名なし）がある。それぞれの栽培品種は独特の味と匂いを有する。タイには200種類を超えるD. zibethinusの栽培品種が存在する。
モントーン種が、その濃厚で、こくのあるクリーミーさ、まろやかな甘味の果肉と比較的穏やかな匂い、より小さな種子のため、商業的に最も需要が高いのに対して、チャネー種がPhytophthora palmivora（カンキツ褐色腐敗病菌の一種）による感染に対する耐性という観点では最良である。ガーンヤーウ種はそれほど一般的ではないが、甘味がありかつ無臭な時期がより長いため重んじられる。タイの全ての栽培品種の中で、チャネー種、モントーン種、ガンヤオ種、ルアン（Ruang）種、クラドゥム種の5種が現在大規模に商業栽培されている。1920年代以降、マレーシアでは100を超える栽培品種が登録されており、1992年には193品種に達した; 多くの優れた栽培品種が毎年開催されるマレーシア農業・園芸・アグロツーリズム見本市での品評会を通じて見出されてきた。ベトナムでは、Musang King種が消費者によって好まれる一般的な品種である。
2007年までに、タイ政府の科学者Songpol Somsriは90を超えるドリアンの品種を交配させ、特徴的な匂いのない品種、Chantaburi No. 1を作出した。別の交雑種Chantaburi No. 3は収穫後およそ3日で匂いを発する。そのため、匂いのない状態での輸送を可能にし、同時に強い匂いを好む消費者を満足させることができる。2012年5月22日、これまでの匂いがない栽培品種Long LaplaeとLin Laplaeがタイ北部のウッタラディット県知事Yothin Samutkhiriによって公開され、ラプレー郡（品種名はこの地区から取られた）で毎年開催されるドリアンフェアの日程が発表された。

#### マレーシアの品種
マレーシアおよびシンガポール（シンガポールはドリアンの大半をマレーシアから輸入しているため品種は類似しているが、名称にわずかに違いがあることがある）で人気の栽培品種には、「D24」（甘くほろ苦いで知られる人気品種）、「XO」（薄い色で濃厚な果肉を持ち、香りはアルコール発酵の雰囲気がある）、「竹脚」（"Chook Kiok"（広東語から）。茎の内部に独特の黄色がかった芯を持つ）、そして「猫山王/猫山皇」（"Musang King"。'musang' はマレー語でマレージャコウネコを指す。全ての栽培品種で最も高価）がある。猫山王はその明るい黄色の果肉で知られ、D24をより強くしたようなものである。
マレーシア農業・農業関連産業省は1934年にドリアンの品種の登録を開始した。色、質感、匂い、収量、様々な病気に対する抵抗性で望ましい品質を持つ13のマレーシア品種が存在する。
地元で「ドリアンIOI」と呼ばれる品種は、丸形の中型で、外皮は緑色と黄色、取り外しやすい果肉を有する。果肉は中程度に濃厚で、固く、色は黄色で、甘い。もう一つの一般的な品種「紅蝦」（Hong xia）はパハン州とジョホール州で見られる。果実は卵形の中型で、茶色がかった緑色の皮と短かい棘を持つ。果肉は濃厚で、固くはなく、黄色で、甘い。

## 栽培と入手可能性

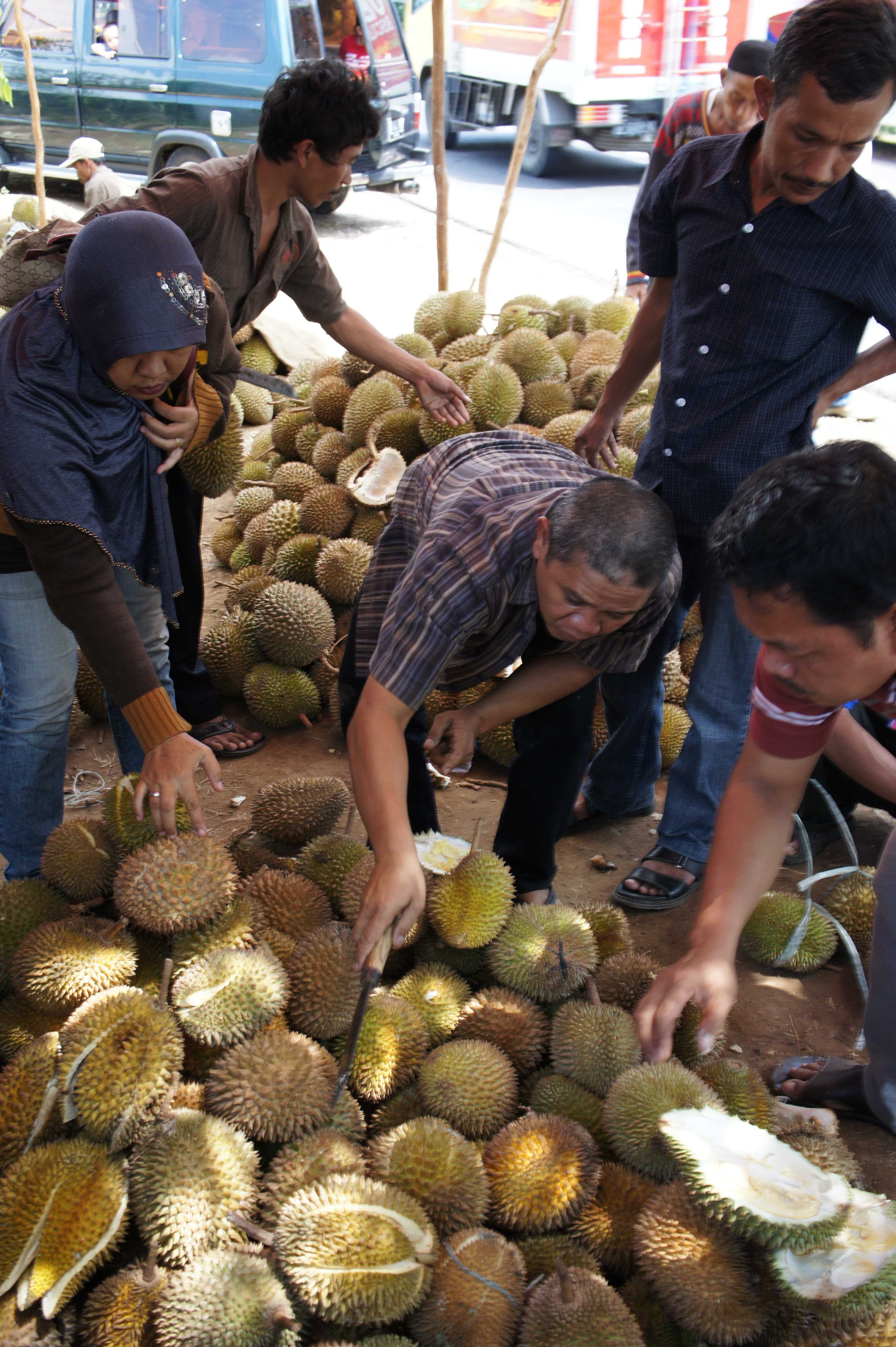
売られているドリアン（インドネシア・チルボン）

ドリアンは熱帯地域で栽培され、平均日中気温が22 °Cを下回った時に成長を止める。ドリアンの生態学的多様性の中心はボルネオ島である。ボルネオ島では、ドリアン属（Durio）の食べられる種（D. zibethinus、D. dulcis、D. graveolens、D. kutejensis、D. oxleyanus、D. testudinarius）の果実が地元の市場で売られている。
ブルネイでは消費者がD. graveolens、D. kutejensis、D. oxleyanusといった種を好むため、D. zibethinusは栽培されていない。これらの種はブルネイに一般に分布し、D. testudinariusやD. dulcisといったその他の種と共に遺伝的に多様な作物源を構成する。
ドリアンはタイ原産ではないものの、タイは世界最大のドリアン輸出国である。タイは毎年およそ78万トンのドリアンを生産し、そのうち約11万トンが中国および香港へ輸出した（1999年時点）。マレーシアとインドネシアがそれに続き、それぞれおよそ26万5千トンを生産する。このうち、マレーシアは1999年に3万5千トンを輸出した（同じく1999年時点）。
近年、中国と欧米を中心としたドリアンへの関心の高まりを受けてドリアンの需要は世界的に急速に伸びている。タイでは2022年に約74万トンが生産され、2021年にはタイから中国に58万トンが輸出されたことが知られている。マレーシアの輸出量はタイにはるかに及ばないものの、高級品種を多く輸出している。2019年の生産量は約38万トンであった。インドネシアは気候的にドリアン生産において不利なものの、2014年には26万トンのドリアンが生産され、マレーシアに比肩する輸出の伸びを見せている。またインドネシアでは生産コストが低いため輸出した場合の利益率が高く、今後もドリアンの生産・輸出は発展が見込まれる。なお、輸出の形態は生鮮品だけでなく、丸ごとの冷凍や冷凍加工品、あるいはペースト状にした冷凍品としても扱われている。流通量の70％は冷凍加工品・冷凍ペーストの形で行われており、大手ファストフードチェーンなどが商品の風味料として使用している。
タイのチャンタブリー県は毎年5月初旬に世界ドリアンフェスティバルを開催する。この県だけでタイのドリアン生産量の半分を占める。フィリピンでは、ドリアン生産の中心はダバオ地方である。ダバオ市ではドリアンを呼び物にしたカダヤワンフェスティバルが毎年開催される。

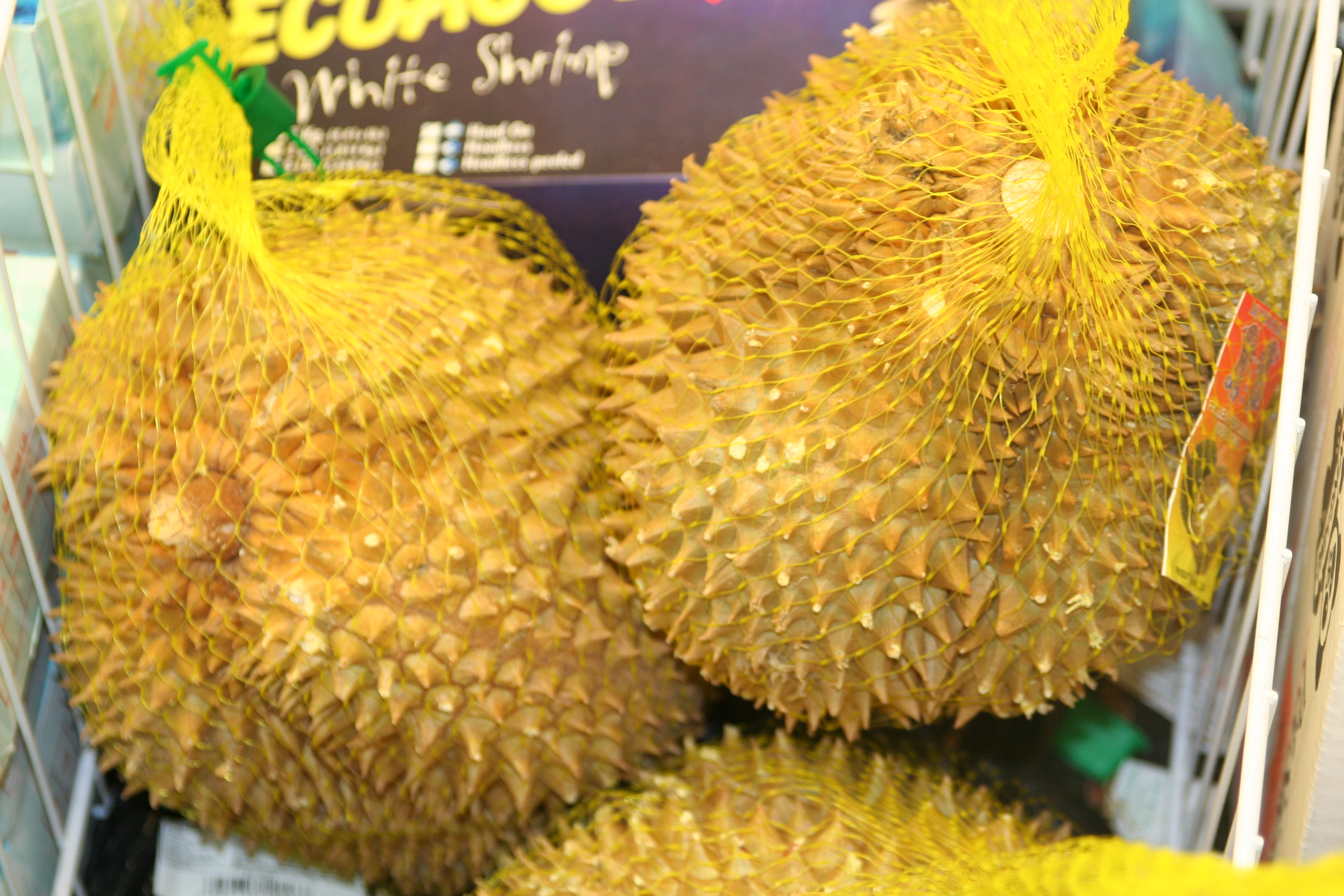
カリフォルニア州の市場で冷凍庫から取り出された網袋に入ったドリアン

ドリアンは1960年代初頭にオーストラリアに導入され、栄養繁殖系（クローン）材料は1975年に初めて導入された。30を超えるD. zibethinusのクローンと6種類の他のドリアン属の種のクローンがそれ以降オーストラリアに導入された。中国が主要な輸入国であり、1999年には6万5千トンを購入した。続いてシンガポールが4万トン、台湾が5千トンであった。同年、アメリカ合衆国は2千トン（大半が冷凍）、欧州諸共同体は500トンを輸入した。中国におけるドリアン人気の高まりのため、価格は4年で20倍上昇し、2018年の市場規模は4億ポンド近くとなった。マレーシアは冷凍した丸ごとの果実の輸出について中国と協定をまとめて2019年に初めて輸出を開始した。それまではタイのみが中国への果実そのままでの輸出が許可されていた。

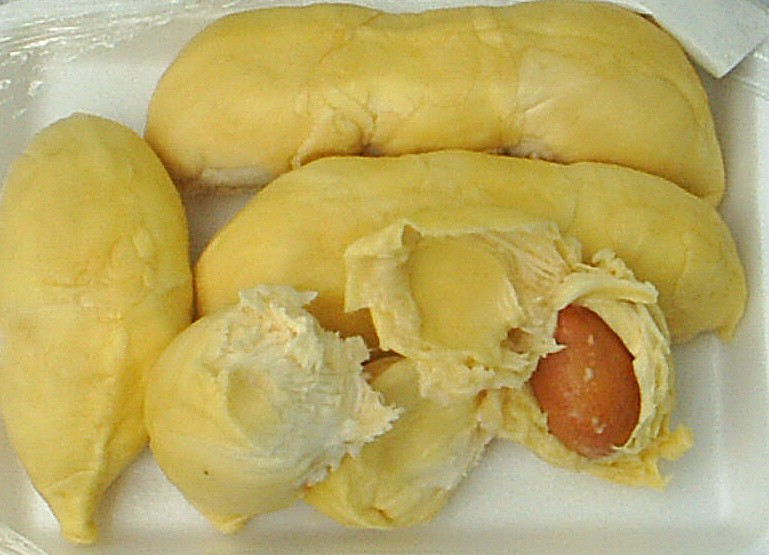
販売のためパックされたドリアンの果肉。種子が露出している。

ドリアンは、一年を通して利用可能なパパイヤといったその他の熱帯果実とは異なり、ある季節に限った果物である。半島マレーシアとシンガポールでは、ドリアンの旬は通常6月から8月で、マンゴスチンの旬と重なる。
ドリアンの価格はその他の果物と比較して相対的に高い。例えば、シンガポールではD24（Sultan）や猫山王（Musang King）といった高品質品種に対する根強い需要により、2007年のドリアン果実のキログラム当たりの小売価格は8シンガポールドルから15シンガポールドル（5米ドルから10米ドル）であった。ドリアン1個の平均重量はおよそ1.5 kgであるため、価格は12シンガポールドルから22シンガポールドル（8米ドルから15米ドル）となる。仮種皮と呼ばれる果実の可食部（大抵は果肉と呼ばれる）の果実全体に占める重量はわずか15–30%である。またドリアン人気の高まりはマレーシア品種の猫山王の価格の顕著な上昇にも見られる。ドリアン農家のキログラム当たりの収入は2018年までに2リンギットから60リンギットとなった。そのためパーム油あるいはゴムよりもはるかに利益が上がる仕事になり、ドリアンプランテーションが増加した。それにもかかわらず、シンガポールの多くの消費者は家族で分け合うために一度におよそ6個のドリアンを購入するためにおよそ75シンガポールドル（50米ドル）をつぎ込むことを心から望んでいる。
旬のドリアンは主要な日本のスーパーマーケットで見付けることができるのに対して、西洋では主にアジア食料品店で売られる。

## 風味と匂い
臭い食べ物の代表例（食べ物の臭さの「順位付け」ではない）
Au: アラバスター単位、におい成分の成分量の単位である。においの強弱は、におい成分毎にヒトの感覚閾値との相乗値で評価され、純粋な「においの単位」ではない。

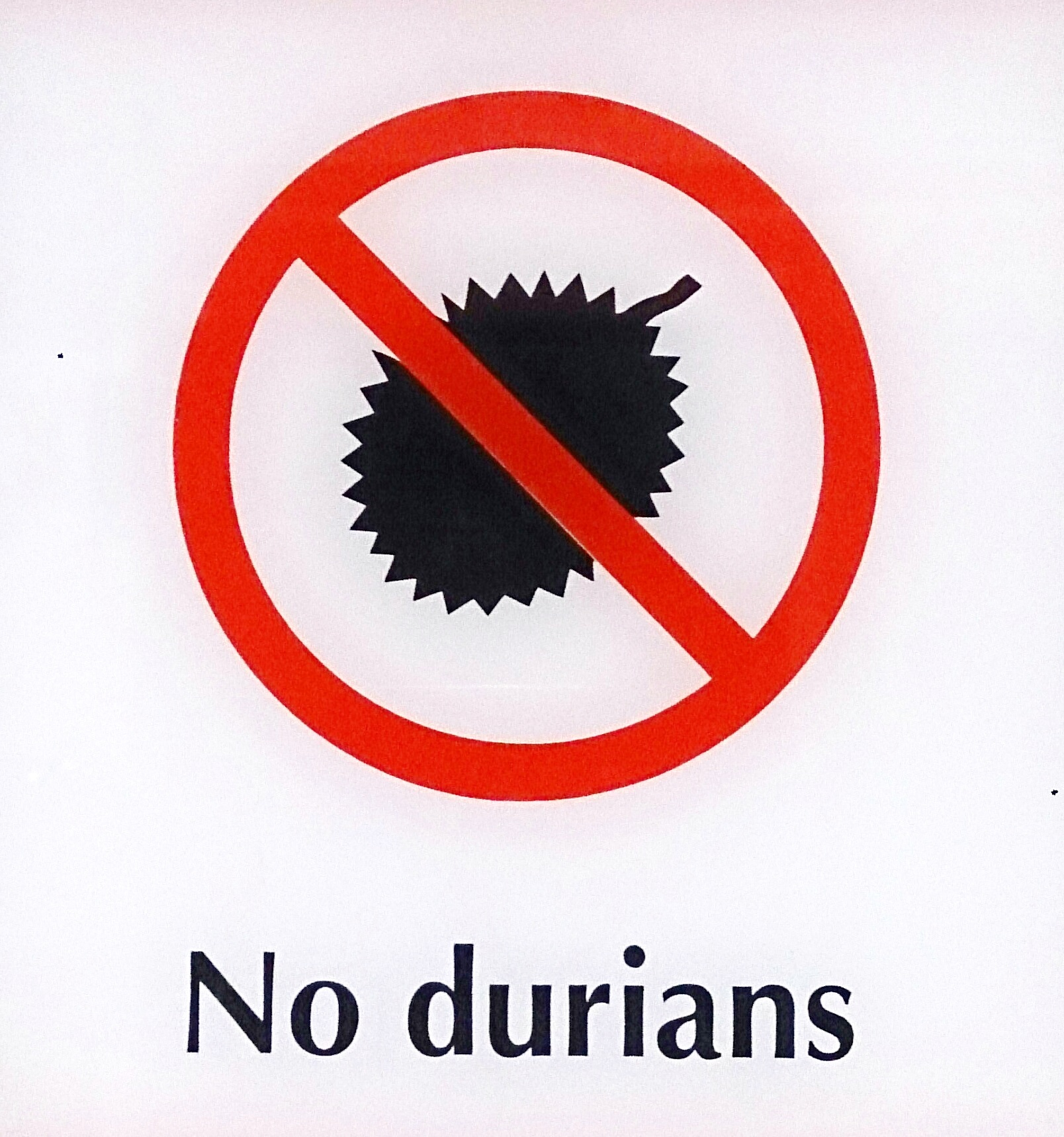
シンガポール地下鉄へのドリアンの持ち込み禁止を知らせる標識

ドリアンの独特な風味と匂いは高い評価から強烈な嫌悪感まで様々な反応を引き起こす。1856年にイギリスの博物学者アルフレッド・ラッセル・ウォレスはドリアンの風味に関してよく引用される以下の記述を残した:
5つの部屋の中は絹のように白く、そしてたくさんの柔らかでクリーム色の果肉が詰まっており、それぞれがおよそ3個の種子を含む。この果肉は食べることができる部分であり、その濃厚さと風味は筆舌に尽くし難い。アーモンドで強く風味付けされた豊かなカスタードという表現がそれについての概要を最も良くつかめるが、クリームチーズやタマネギソース、シェリー酒、その他の似つかわしくない料理を思い浮かべる匂いを時折漂わせる。そして、果肉には他のものにはない豊かで粘りのある滑らかさが存在するが、それがその美味に加わる。酸味も甘味もみずみずしさもない; それにもかかわらずこれらの性質のいずれも無用であり、それ自身で完璧なのだ。吐き気やその他の悪影響は起こさず、食べれば食べるほど止められなくなる。実際、ドリアンを食することは東洋への航海で経験する価値がある新たな興奮である。東洋は比類なき極上の風味の食べ物を生む地だからだ。
ウォレスはその匂いのせいで最初は食べるのに気がすすまなかったと記したが、「ボルネオで、地面に熟した果実を見付けて、野外でそれを食べて、瞬時に病みつきのドリアン食いになった」。ウォレスは1599年のある旅行者を引用した: 「ドリアンを味見した者によれば、世界の全ての果物をしのぐほどの素晴らしい味である」。またウォレスは別の書き手を引用した: 「慣れていない者にとっては、最初は腐ったタマネギのような匂いに思えるだろうが、食べた後はすぐに他の食べ物全てよりドリアンを好む。先住民はそれに立派な称号を与え、賛美し、それに関する詩を作る」。ほぼ間違いなくよりとっぴな多くの食べ物を食べてみたことがあるにもかかわらず、テレビ番組『アンドリュー・ジマーンの奇妙な食べ物』のホストであるアンドリュー・ジマーンは、ドリアンの強烈な味に耐えられず、食べ切ることができなかった。
ウォレスは「熟したドリアンの匂いは確実に最初は不愉快である」と警告したのに対して、西洋人による後の記述は細部にわたってよりあからさまである。小説家アンソニー・バージェスは、ドリアンを食べるのは「便所で甘いラズベリーブラン・マンジェを食べるかのようだ」と書いた。紀行作家・料理記者のリチャード・スターリングは以下のように述べた:
 その匂いは最も良い表現をしたとしても運動用の靴下で飾り付けしたブタの糞、テレピン油、タマネギだ。数ヤード離れたところからも匂いがする。現地で非常に人気があるにもかかわらず、生ドリアンはホテルや地下鉄、空港といった一部の建物（東南アジアの公共交通機関を含む）への持ち込みが禁止されている。
その他にはジャコウネコ、下水、腐りかけた嘔吐物、スカンクが放つ液体、使用済み綿棒に例えられてきた。ドリアンの匂いに対する幅広い描写はドリアンの匂いそれ自身の変わりやすさと深い関係があるかもしれない。異なる種またはクローンに由来するドリアンはかなり異なる匂いを持つ。例えば、D. dulcis（赤ドリアン）はテレピン油香と深いキャラメル風味を有するのに対して、D. graveolens（赤身ドリアン）は焙煎したアーモンドの香りを放つ。D. zibethinusの品種の中では、タイの品種はマレー半島の品種よりも風味はより甘く、匂いは弱い。成熟の度合いも同様に風味に影響する。

### 化学成分
ドリアンの風味と匂いの原因となる何百にも上る化学成分には、エステル、ケトン、アルコール（主にエタノール）、有機硫黄化合物、様々なチオールといった多様な揮発性化合物が含まれる。2-メチル酪酸エチルが複数の品種の研究においてエステルの中で最も含有量が高かった。糖含量（主にスクロース）は種々のドリアンの品種で8–20%の範囲であった。ドリアンの果肉は多様なポリフェノール（特にミリセチン）と様々なカロテノイド（β-カロテンが多い）を含む。
頻繁にドリアンに接する東南アジアの人々はそのケトンおよびエステルの甘い匂いと揮発性アミンおよび脂肪酸由来の腐った匂いあるいはプトレシン臭を容易に区別することができる。一部の人々はこれらの匂いを区別できず、ドリアンを不快だと感じるが、その他の人々は心地良く、魅力的に感じる。
この強烈な匂いを動物は1キロメートル離れた場所からも気付くことができ、したがって動物を誘き寄せる。加えて、ドリアンは、リスやマメジカ、ブタ、マレーグマ、オランウータン、ゾウ、そして肉食性のトラも含む多様な動物の気を強くそそる。これらの動物の一部はドリアンを食べて、親の木の下に種子を捨てるのに対して、一部は果実と一緒に種子を飲み込み、離れた場所で排泄することで、結果として種子が撒き散らされる。果実の棘の多いよろいは小型の動物を阻止する; 大型の動物は種子を親の木から離れ場所に運ぶ可能性がより高い。

### 成熟度と選抜

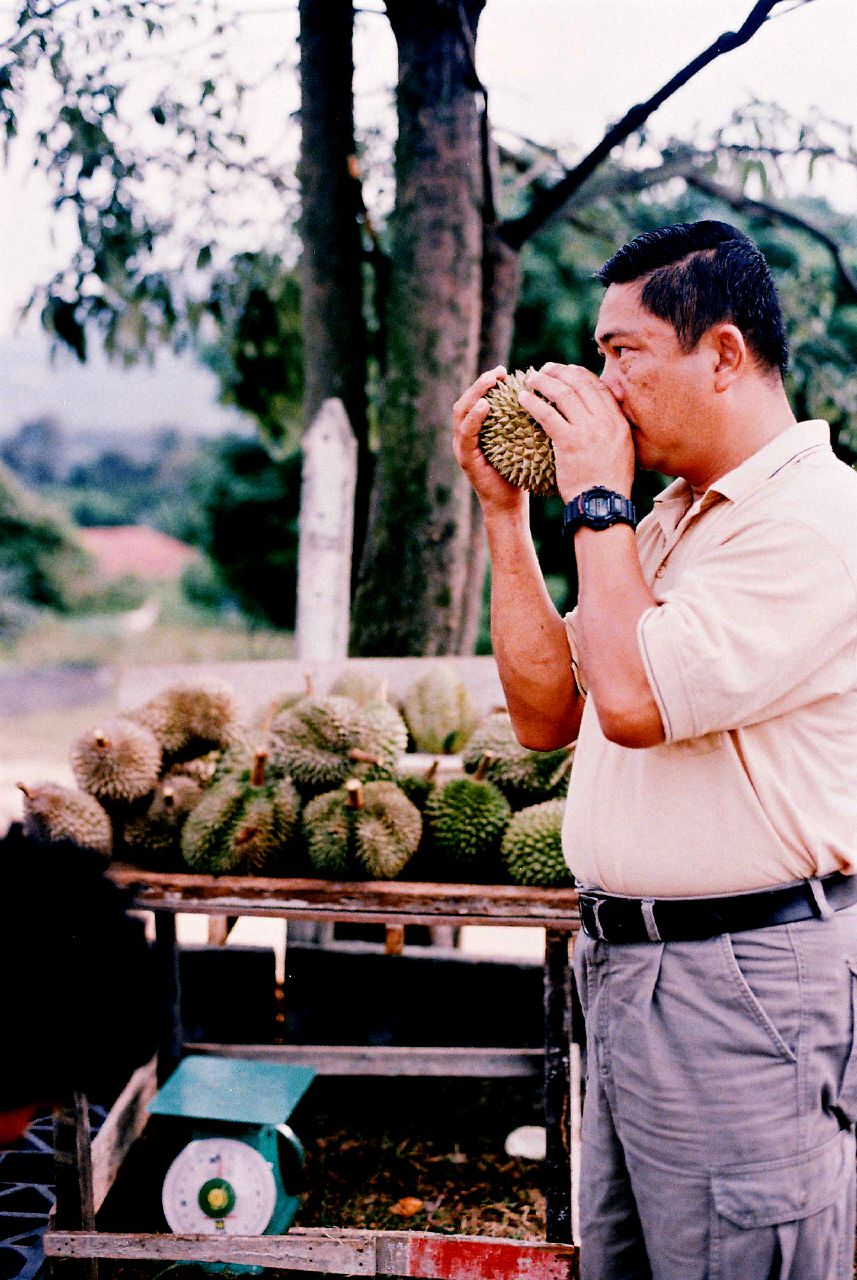
購入前にドリアンの匂いを嗅ぐ消費者。

『ラルース料理大事典』によれば、ドリアンは殻が割れ始めた時が食べ頃である。しかしながら、享受される成熟の理想的段階は東南アジアの地域ごと、そして種によって違いがある。一部の種は高く成長するため、地面に落ちて来た時だけ収穫することができるが、D. zibethinusのほとんどの栽培品種はほぼ常に木から切り離されるため、売られるのを待つ間に熟成することが可能である。タイ南部の一部の人々は、殻の中の果実の塊がまだサクサクしていて、匂いが柔らかな比較的若いドリアンを好む。タイ北部の一部の人々は、柔らかく、芳香のある果実を好む。マレーシアとシンガポールでは、ほとんどの消費者はできるだけ熟していて香りが刺激的な果実を好み、殻が既に割れて開いた後も熟成を続ける危険を犯すことさえある。この状態では、果肉はよりクリーミーで、わずかにアルコールの匂いがして、 香りは強く、風味は非常に複雑となる。
消費者の熟成度合いに関する様々な好みによって、「良い」ドリアン選びに関して一般的見解を述べることは困難である。木から落ちたドリアンは2–4日間熟し続けるが、5または6日後にはほとんどの人は熟し過ぎてまずいと見なすだろう。しかし一部のタイ人はその時点からパームシュガーを使って調理に進み、ドリアン（またはトゥリアン）・グアンと呼ばれるデザートを作る。

## 利用

### 料理
ドリアンの果実は伝統的なマレーのキャンディーやアイスカチャン、ドドル、lempuk（ドリアンケーキ）、ローズビスケット、アイスクリーム、ミルクセーキ、月餅、ビュッシュ・ド・ノエル、カプチーノといった多種多様な甘い料理の風味付けのために使われる。エス・ドリアン（ドリアンアイスクリーム）はインドネシアで人気のデザートであり、インドネシアの都市、特にジャワ島の道路脇の露天で売られている。プルット・ドリアンあるいはケタン・ドリアンはココナッツミルクと共に蒸したもち米で、熟したドリアンを付けて供される。サバ州では、赤ドリアンはタマネギとトウガラシと一緒に揚げられて、副菜として供される。赤身ドリアンは、淡水魚から作られるインドネシアのスープ「Sayur」に伝統的に加えられる。「イカン・ブレンケス・テンポヤック」はドリアンを基にしたソースで調理した魚で、スマトラ島の伝統料理である。乾燥ドリアン果肉はクリピック・ドリアン（ドリアンチップス）とすることができる。
テンポヤックは発酵したドリアンを指し、そのまま食べるには適さない品質のより低いドリアンから大抵作られる。テンポヤックは調理するあるいは調理せずに食べることができ、通常は米と一緒に食べられ、カレーを作るためにも使うことができる。サンバル・テンポヤックは発酵したドリアン果実、ココナッツミルク、サンバルと呼ばれる香辛料ソースから作られるスマトラ料理である。パレンバンでは、パンガシウス属のナマズはテンポヤック・イカン・パテン（テンポヤック魚カレー）やブレンケス（ペペス）・テンポヤック（バナナの葉で包んで蒸した発酵ドリアンペースト）として調理される。
タイでは、ドリアンは甘いもち米と一緒に生で食べられることが多く、市場ではドリアンペーストの塊が売られているが、このペーストの多くはカボチャで混ぜ物がされている。未熟なドリアンは野菜として調理されることがあるが、フィリピンは例外で塩味の料理には使われない。マレーシア人はドリアンの砂糖漬けと塩漬けの両方を作る。ドリアンを塩、タマネギ、酢と一緒に細かく刻んだものは「boder」と呼ばれる。栗ぐらいの大きさのドリアン種子は、茹でるか、あぶり焼きするか、ココナッツオイルで揚げて食すことができ、タロイモやヤムイモと似ているが、より粘り気のある食感を有する。ジャワ島では、種子は薄切りにされ、砂糖菓子にされる。調理されていないドリアン種子はシクロプロペン脂肪酸により潜在的に毒性を有し、摂取すべきではない。
ドリアンの若い葉と芽は葉物として時折調理される。時々、焼けた果皮の灰が特別なケーキに加えられる。ドリアンの花びらはインドネシアの北スマトラ州で食されるのに対して、モルッカ諸島ではドリアンの果実の殻が魚を燻製にするための燃料として使われる。ミツバチが集めたドリアンの花の蜜と花粉は重要なハチミツ源であるが、このハチミツの特性は未知である。
中国では広州を中心に「榴蓮酥」というドリアン・パイとして通常食されており、レストランなど料理店でも一般的なメニューとなっている。クリーム状にしたドリアンをパイ生地で包んで焼き上げたもので、外見は春巻きに似ているほか、特有のにおいもほとんど抑えられて食べやすいように調理されている。

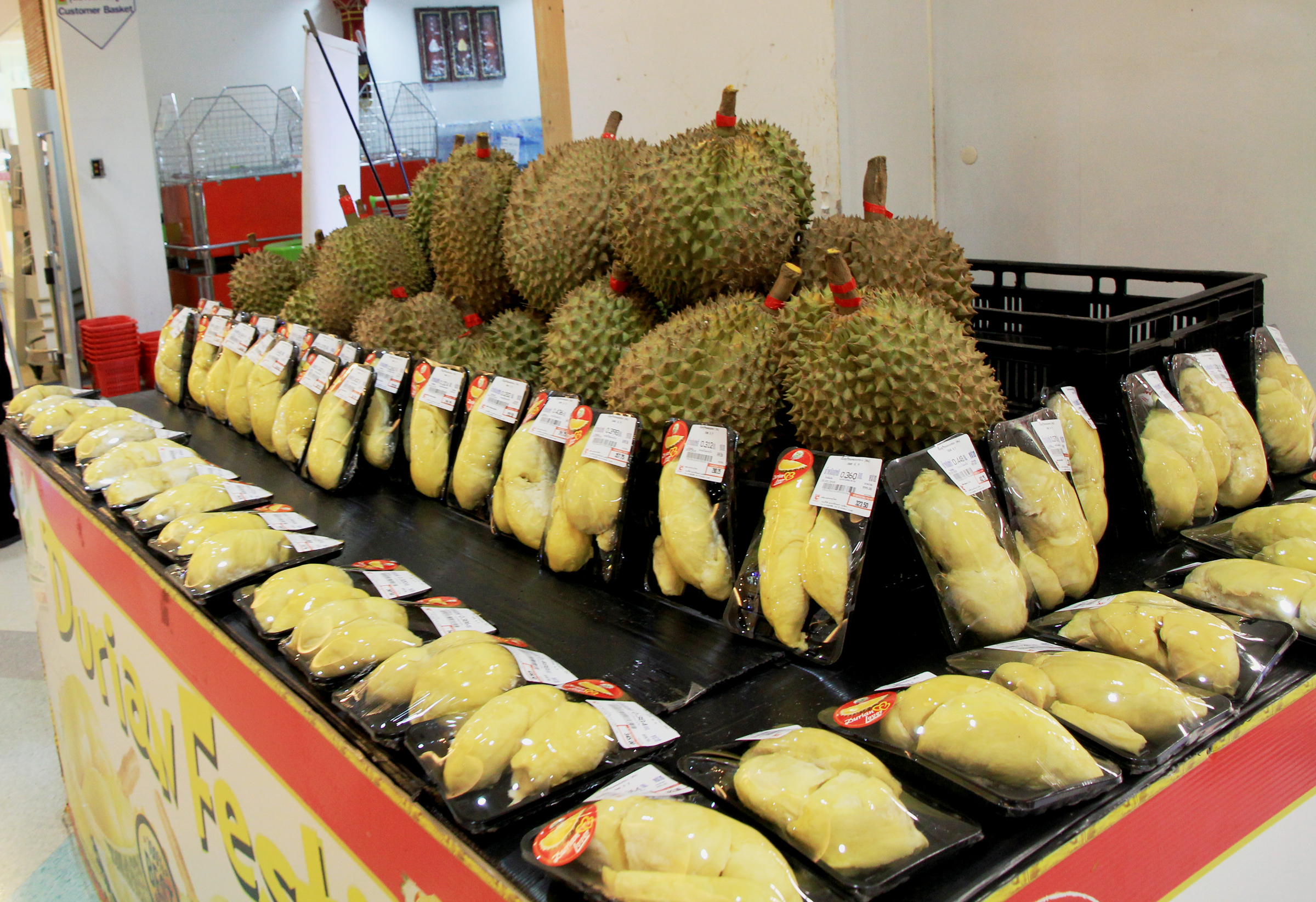
タイのドリアン市場
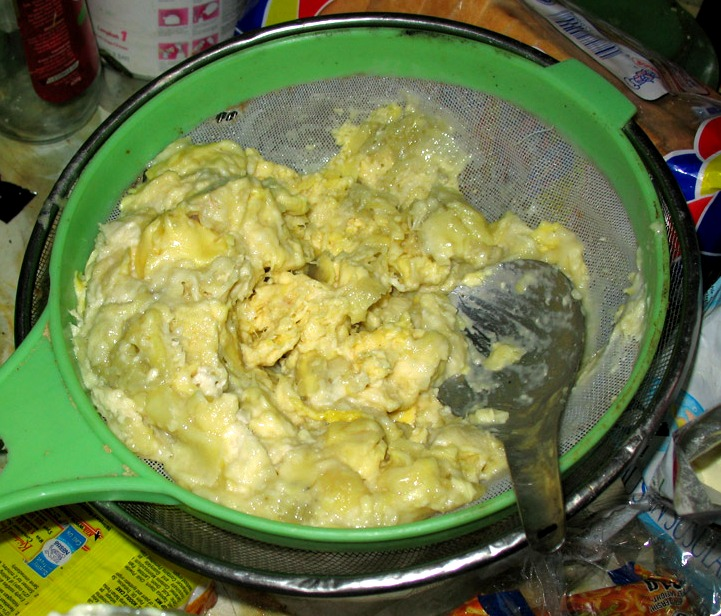
発酵ドリアンから作られるテンポヤック。インドネシア西ジャワ州バンドンにて。
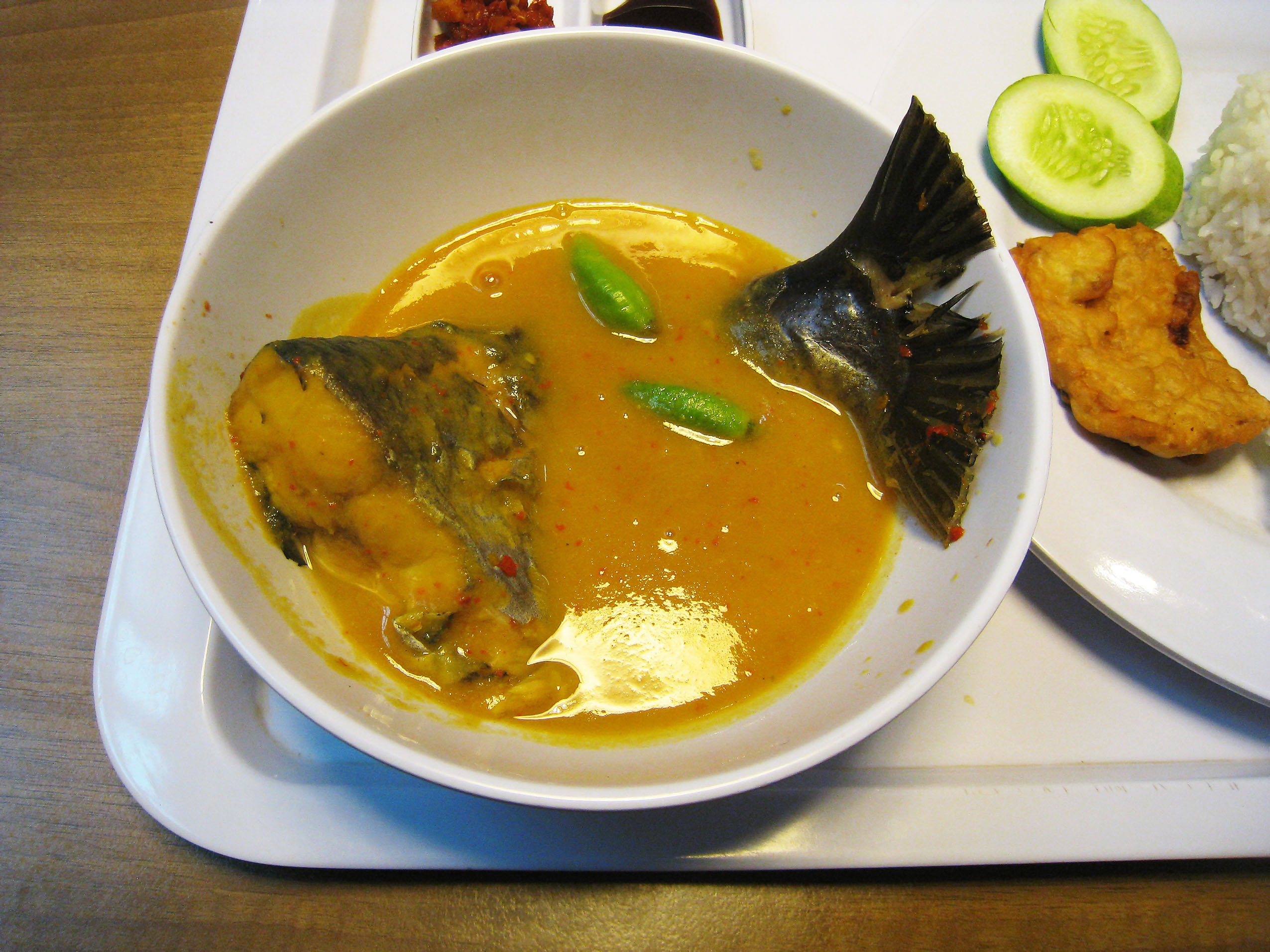
テンポヤック・イカン・パテン。テンポヤックカレー中のナマズ。インドネシア南スマトラ州パレンバンにて。
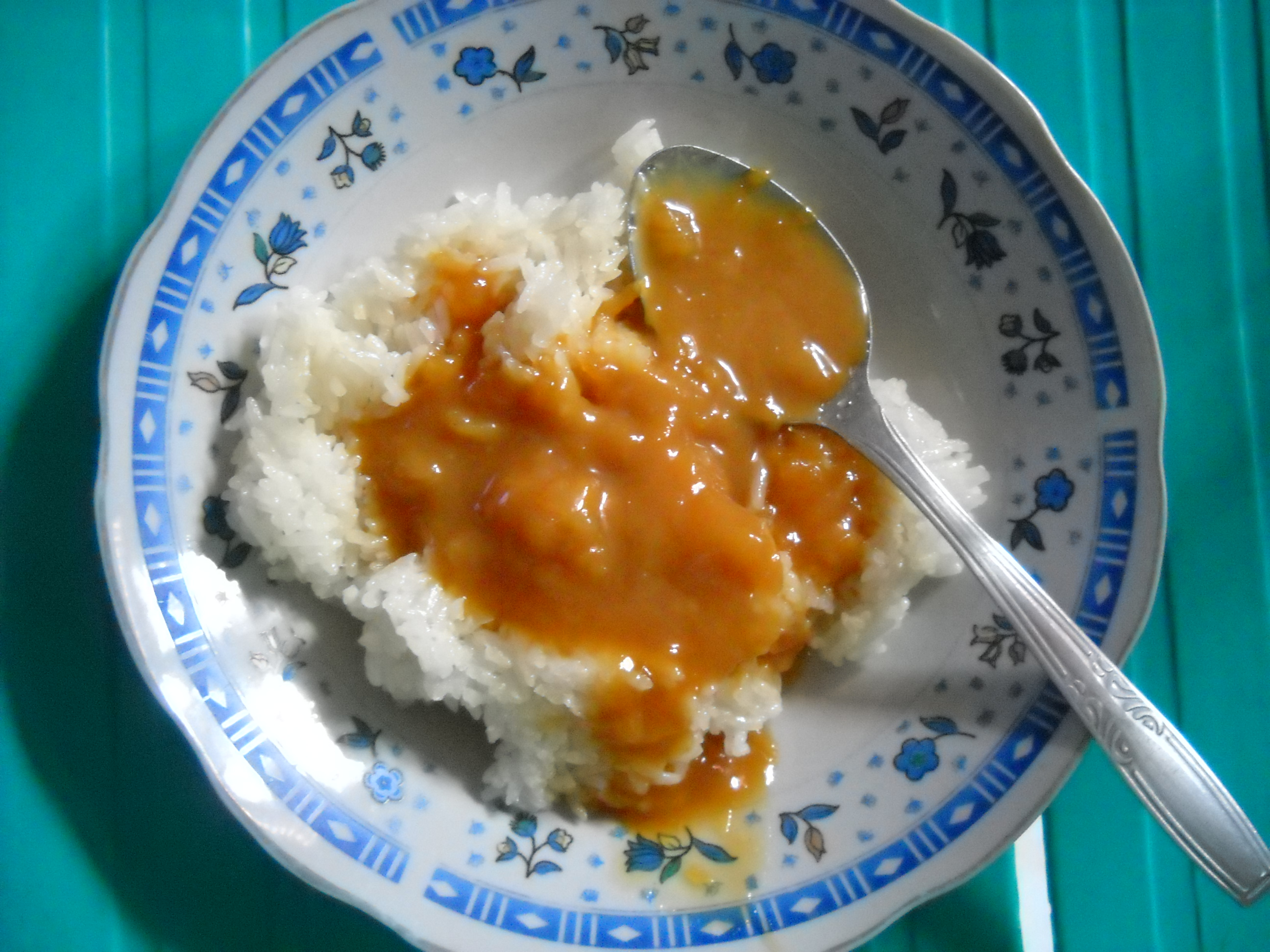
ケタン・ドリアン。もち米のドリアンソース掛け。インドネシアにて。
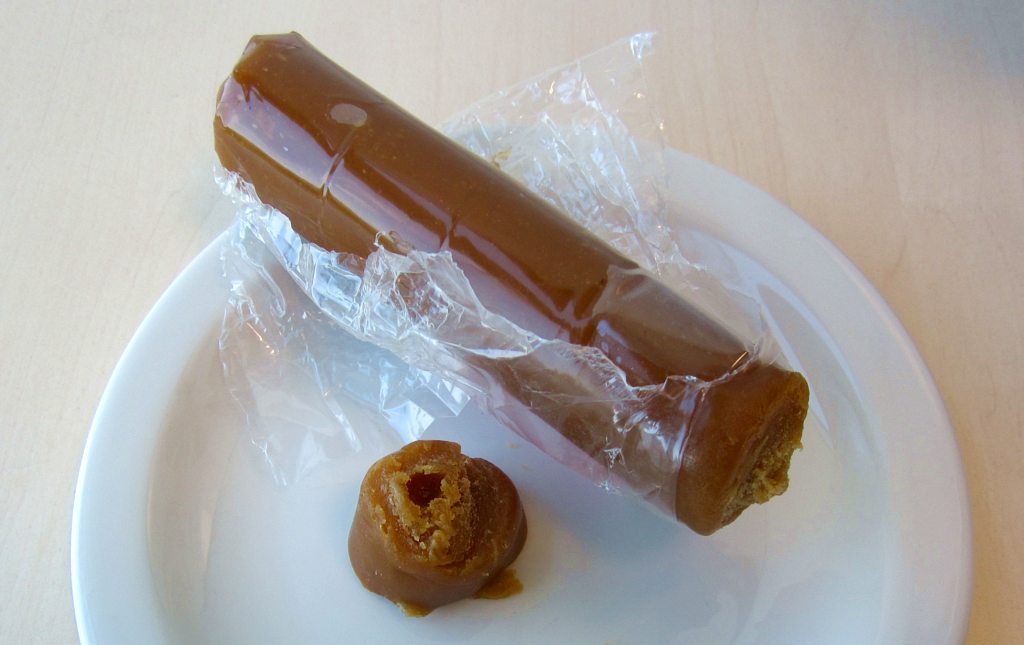
ドリアン風味のドドルで作られたドリアンケーキ。インドネシアの伝統的な甘い飴。
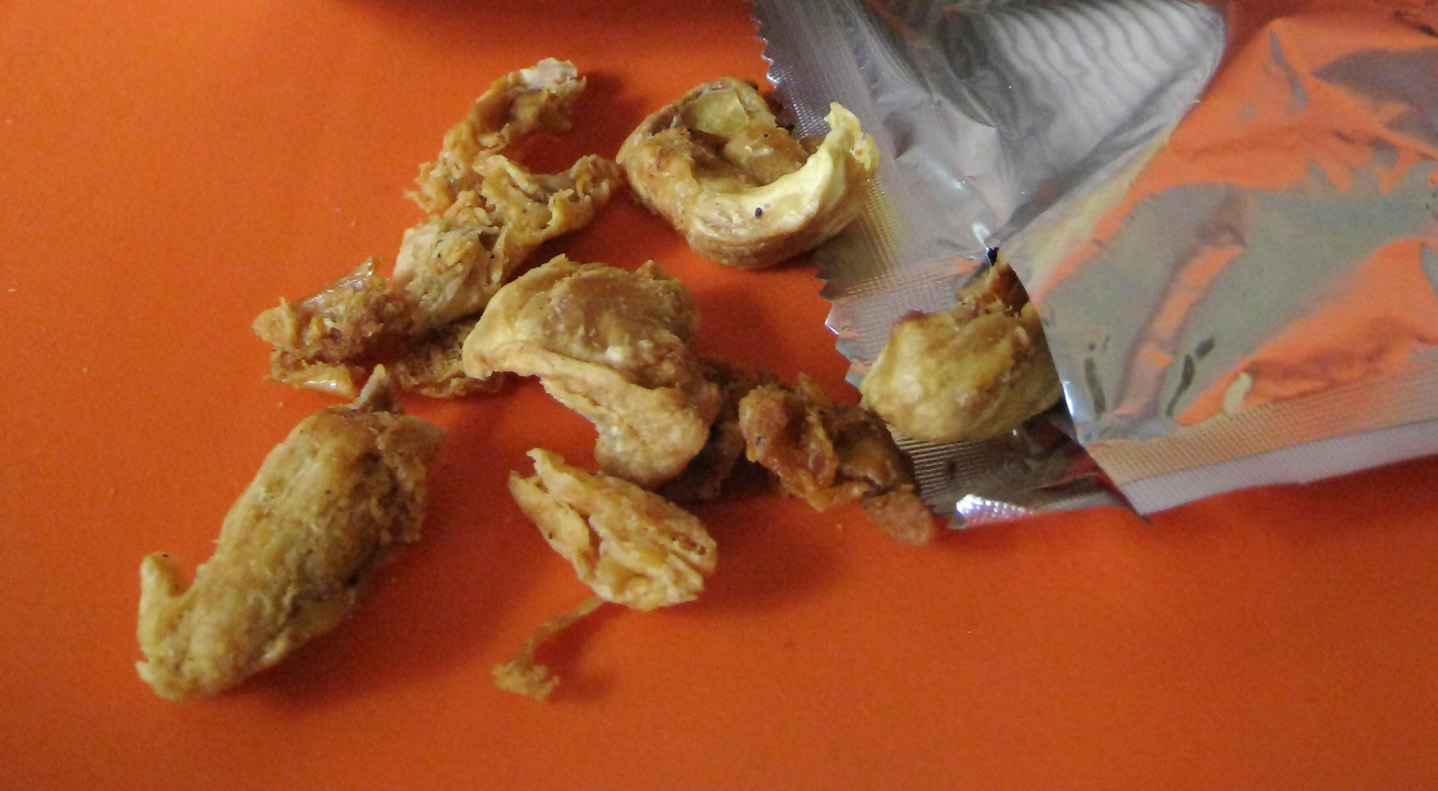
クリピック・ドリアン・メダン（ドリアンチップス）。インドネシア北スマトラ州メダンにて。
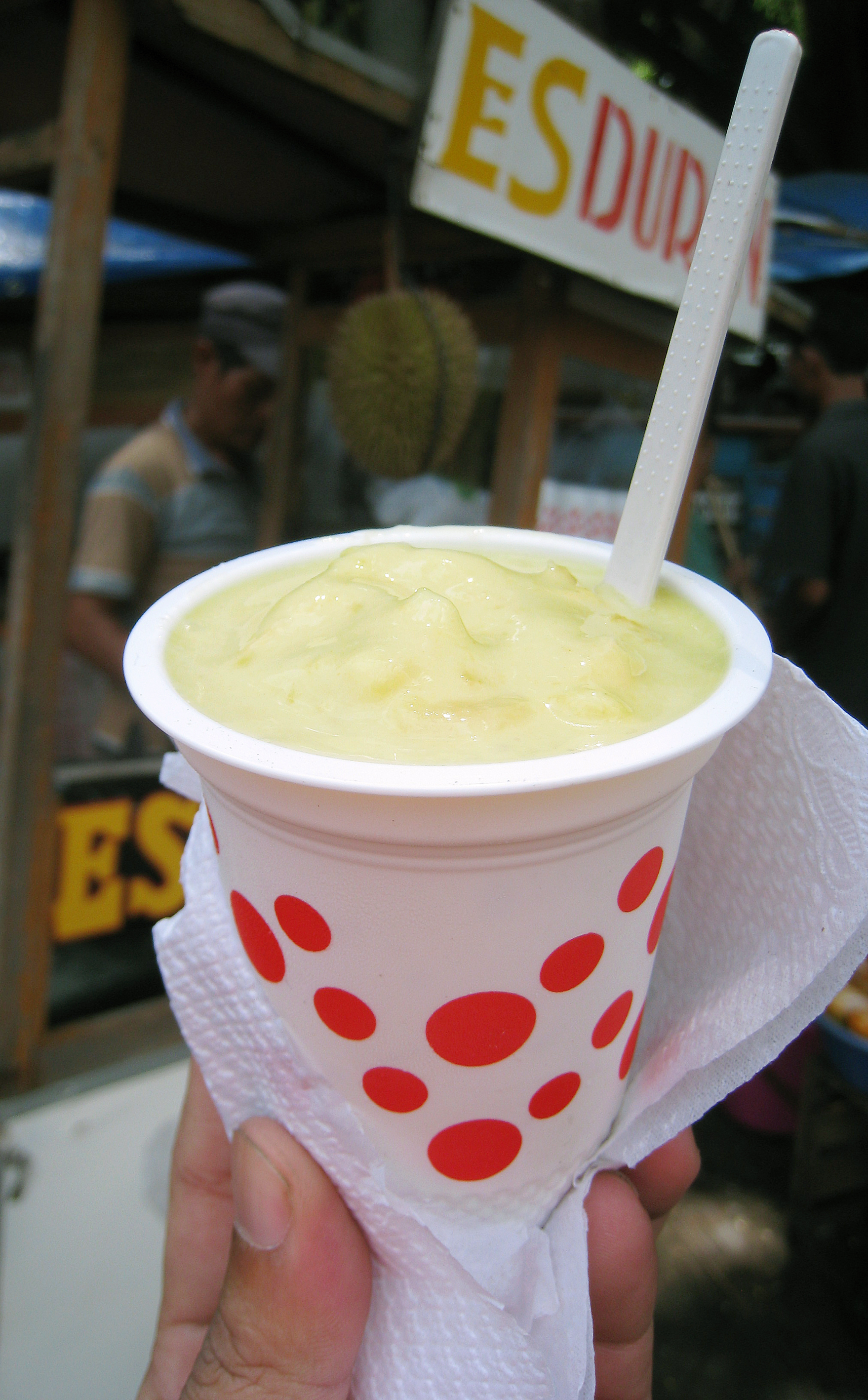
道路脇のドリアンアイスクリーム。インドネシア西ジャワ州ボゴールにて。
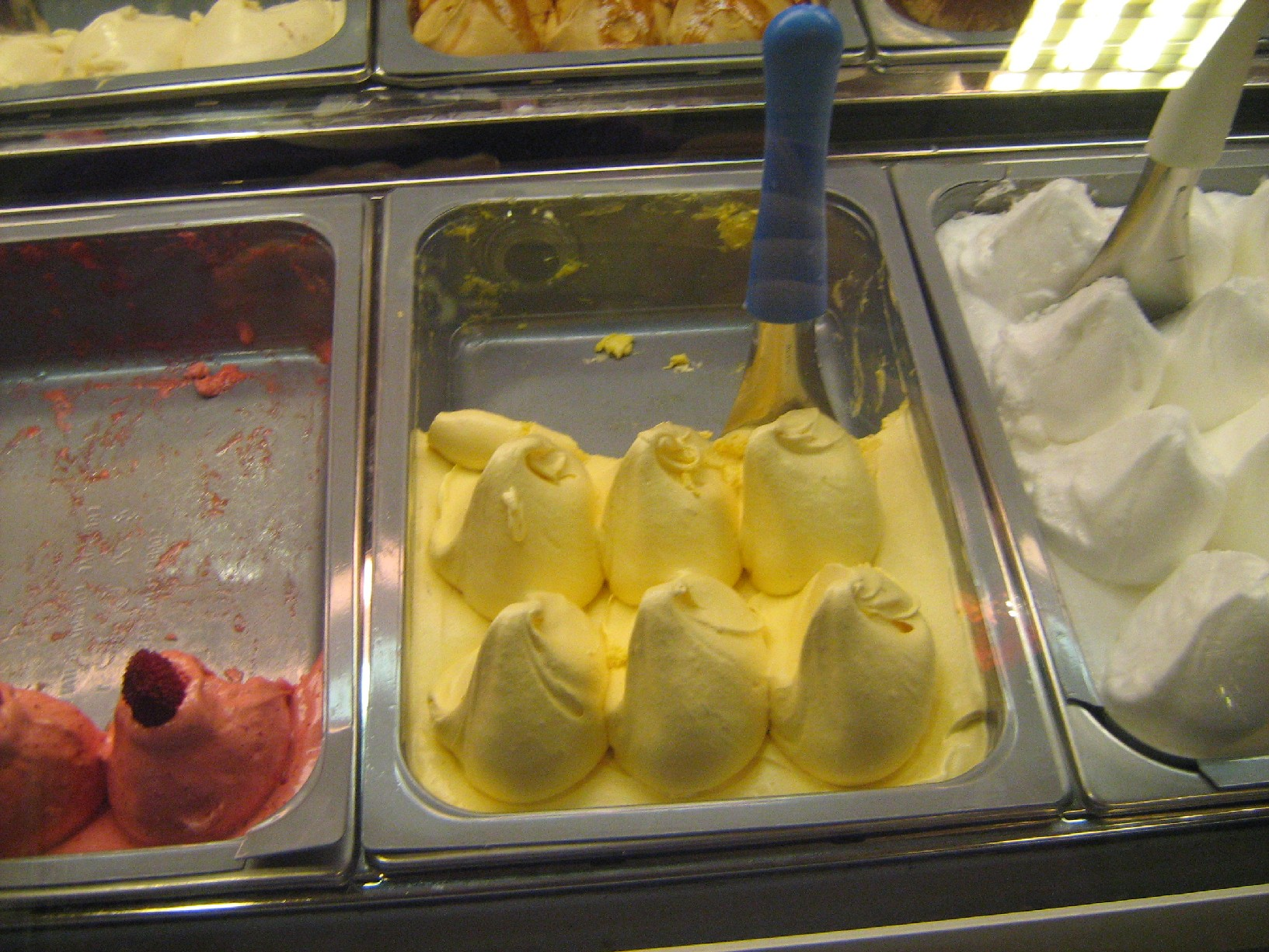
ドリアンジェラート（シンガポール）
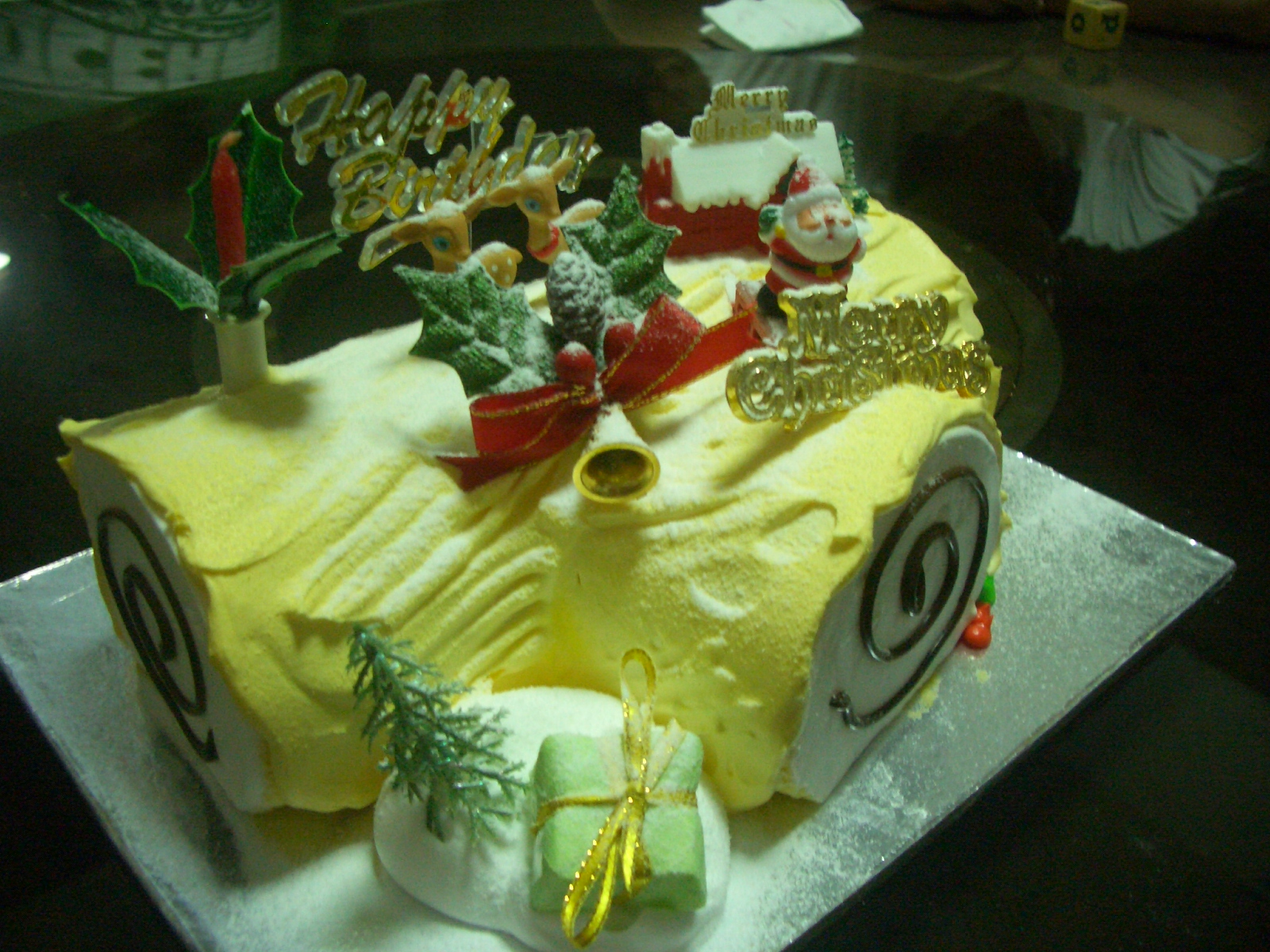
ドリアン風味のビュッシュ・ド・ノエル
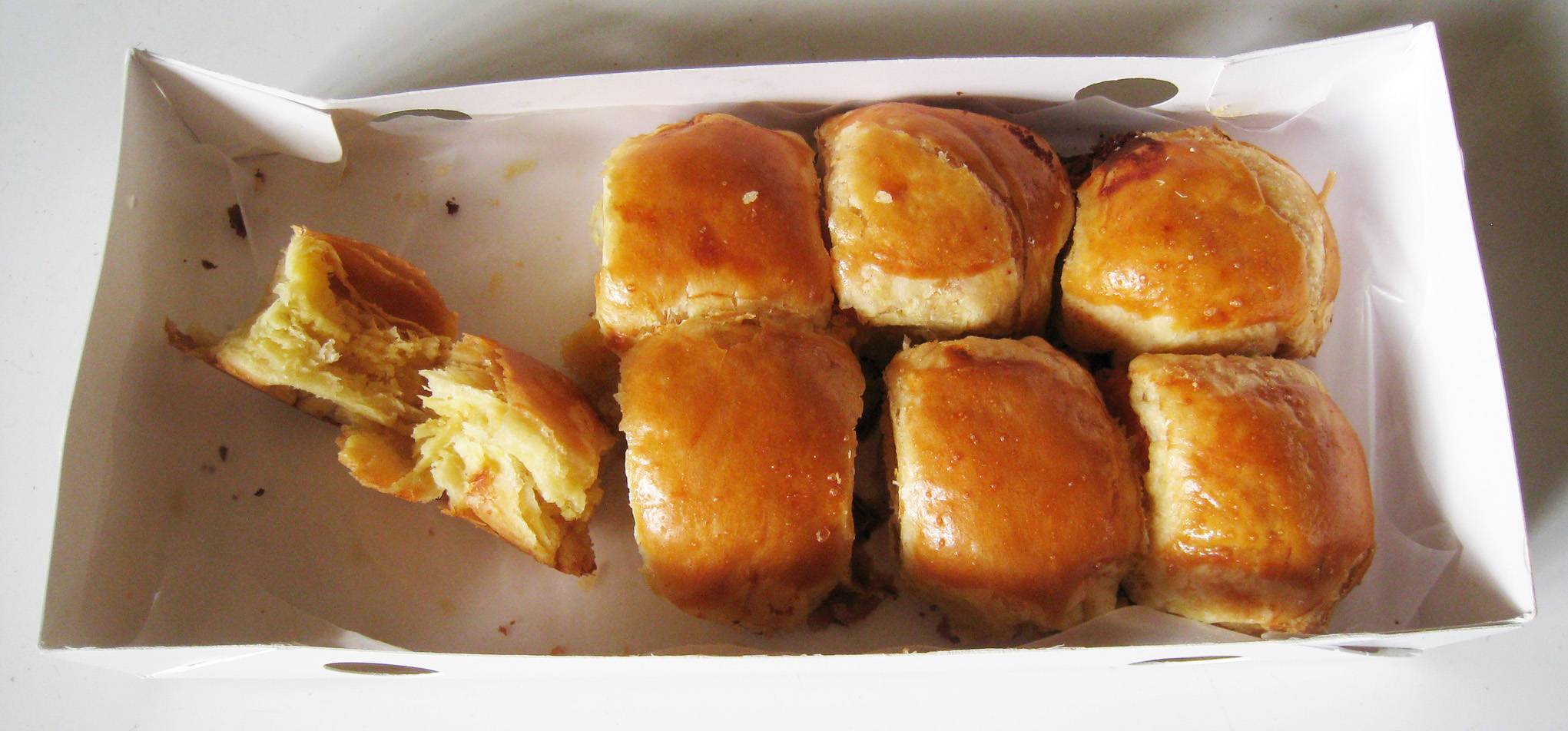
ドリアン・ケジュ・ボレン。チーズとドリアンクリーム入りのパイ。インドネシア西ジャワ州バンドンにて。
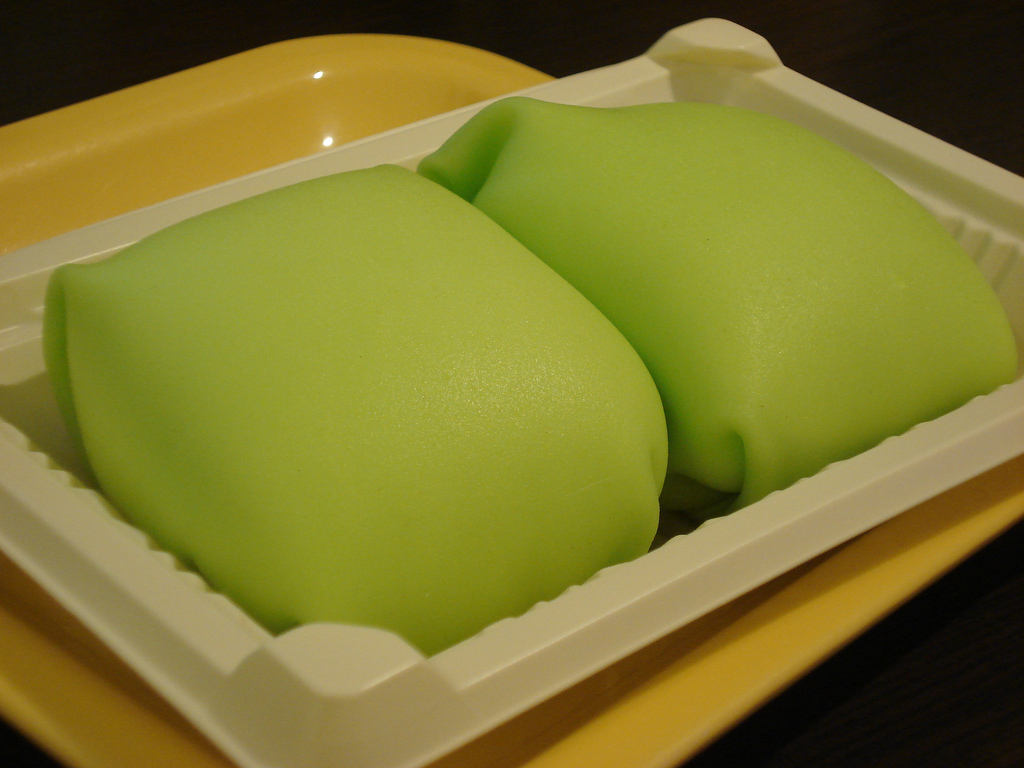
ドリアンパンケーキ（インドネシア）
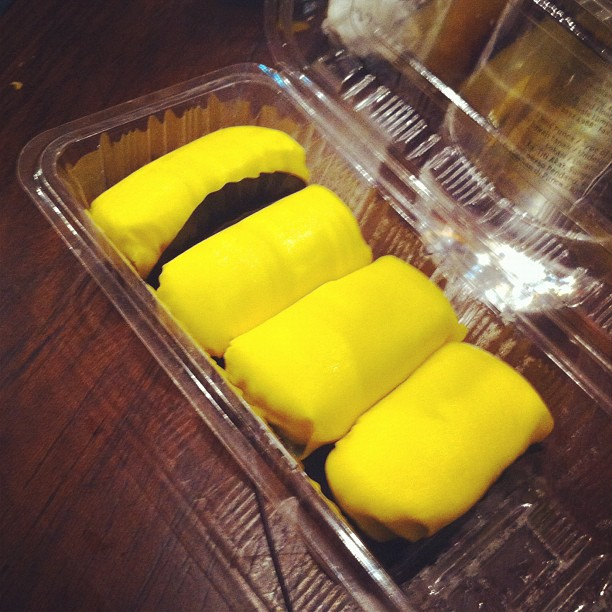
ドリアンクレープ（マレーシア）
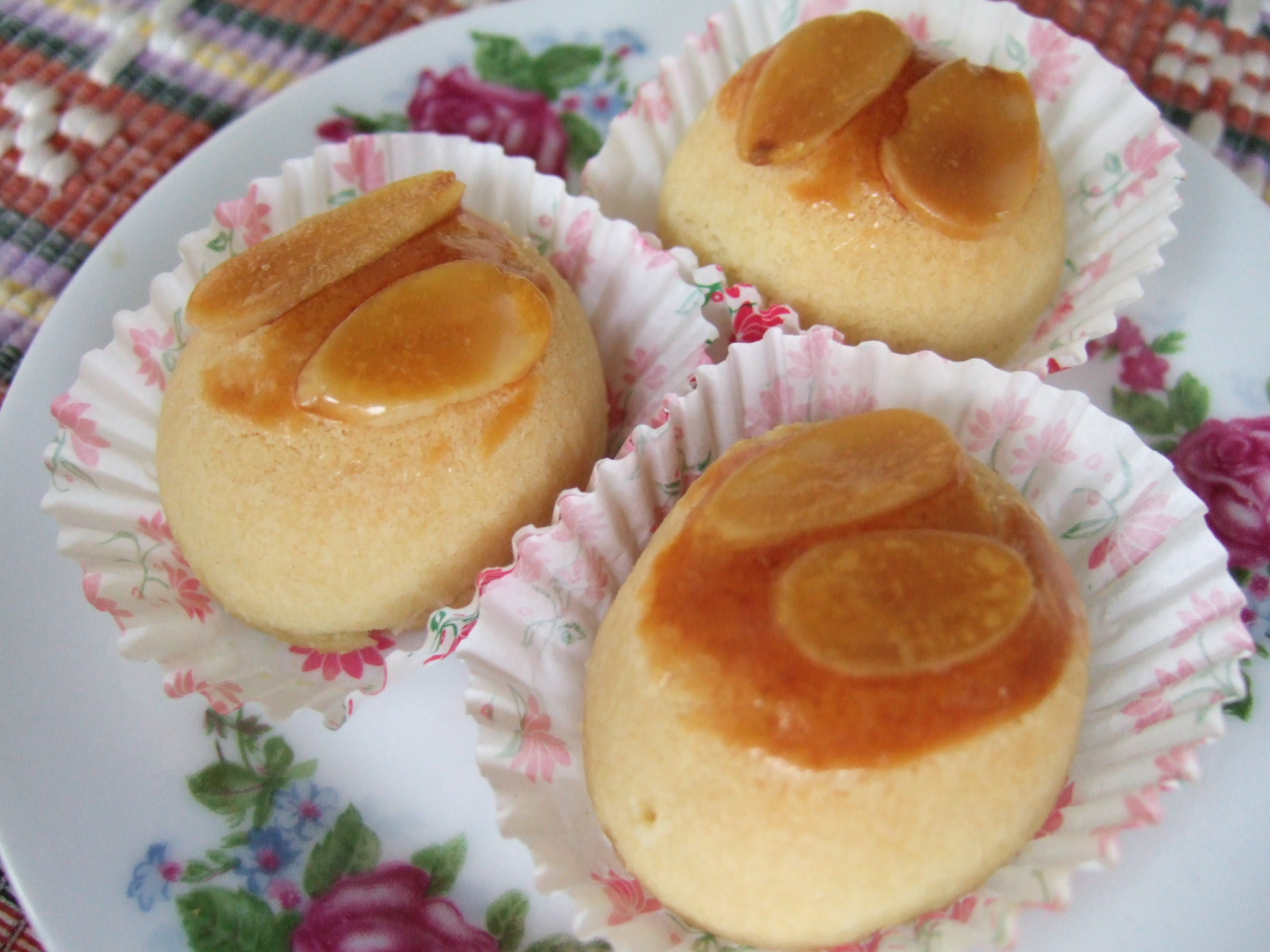
ドリアンケーキ（インドネシア西カリマンタン州ポンティアナック）
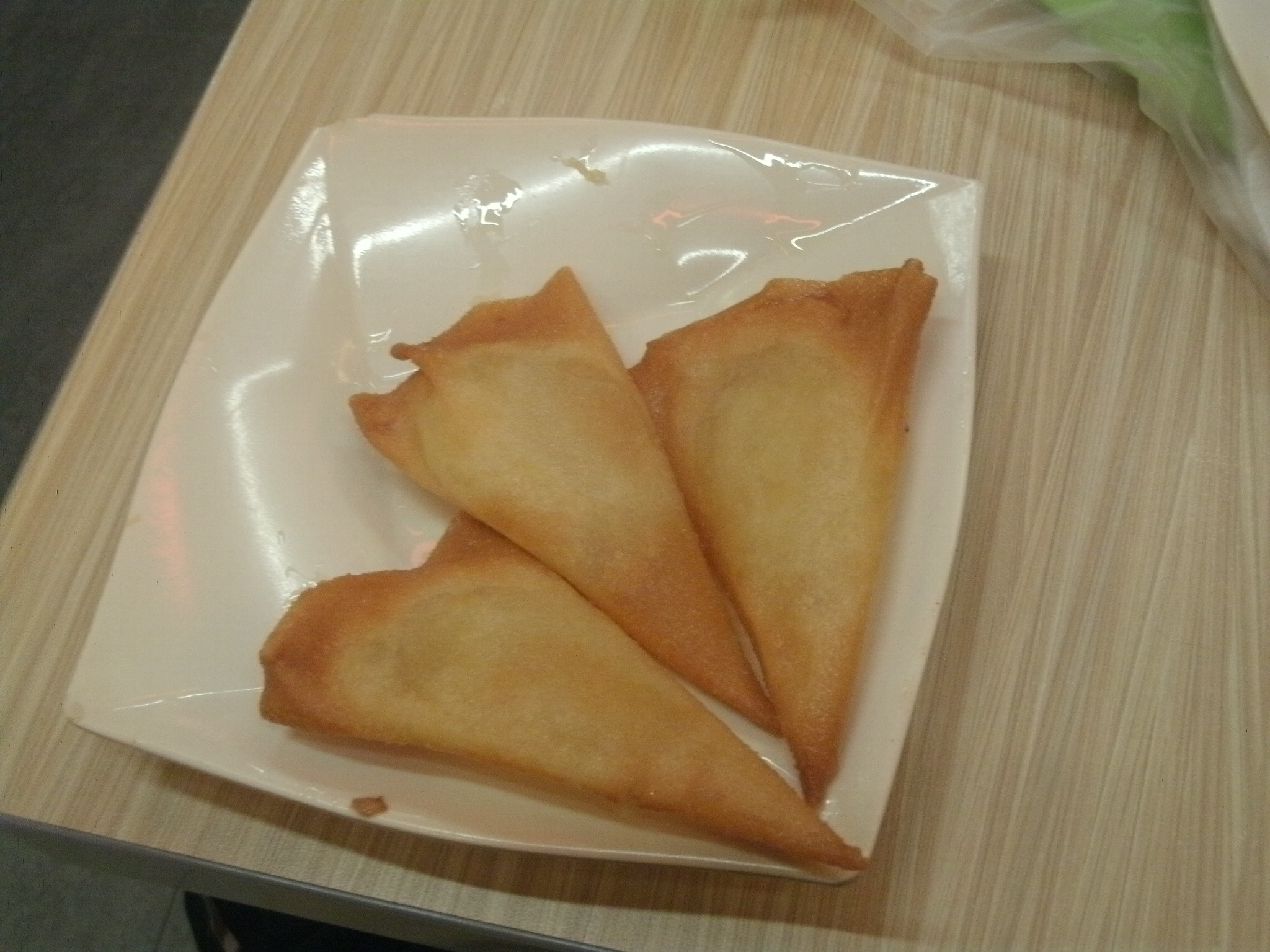
ドリアンパイ（中国、広州白雲国際空港のレストランにて）

### 栄養
生のドリアンは水65%、炭水化物27%（食物繊維4%を含む）、脂肪5%、タンパク質1%から成る。100グラム中、生あるいは新鮮な冷凍ドリアンは、チアミンの1日摂取量（DV）の33%と中程度の量のその他のビタミンB、ビタミンC、マンガン（DVの15–24%）の栄養価を持つ。マレーシア、タイ、およびインドネシアの種々のドリアン品種では、炭水化物含量が16–29%、脂肪含量が2–5%、タンパク質含量が2–4%、食物繊維含量が1–4%、カロリー値が100グラム当たり84–185 kcalと差がある。ドリアン果肉の脂肪酸組成はオレイン酸とパルミチン酸が特に豊富である。

## 歴史

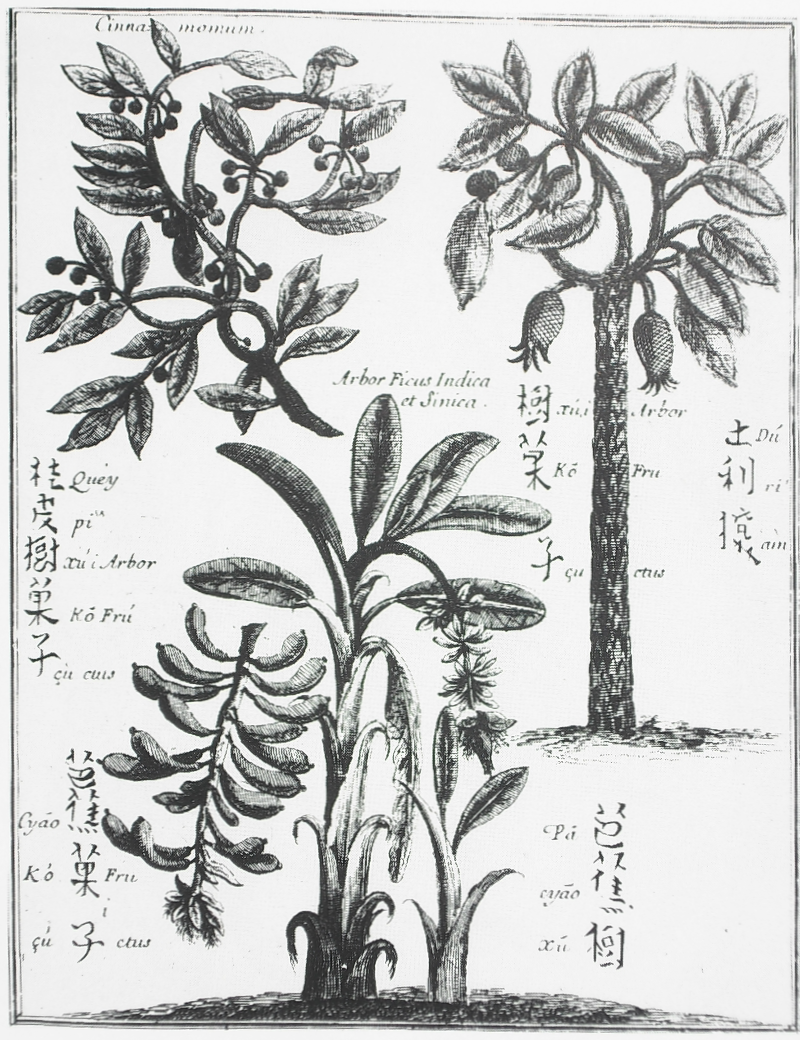
中国へのイエズス会伝道者ミハウ・ボイムはヨーロッパの学者へのドリアン（右上）の初期の報告の1つ（1655年）を行った。

ドリアンの起源はボルネオ島およびスマトラ島の地域と考えられ、マレー半島に自生しており、インドからニューギニアまで幅広い地域の果樹園で一般的に栽培されている。400年前、ドリアンは現在のミャンマーを通って取り引きされ、特にタイと南ベトナムで活発に栽培された。
ドリアンに関して言及した知られている最初期のヨーロッパの文献はニッコロ・デ・コンティの記録である。デ・コンティは15世紀に東南アジアへ旅した。ポッジョ・ブラッチョリーニがラテン語で記したデ・コンティの旅の記録を翻訳する: 「彼ら（スマトラの住民）は彼らがドリアンと呼ぶ緑色の果物を持っている。これはスイカほどの大きさである。内部には引き伸ばしたオレンジのような5つのものがあり、これは濃厚なバターに似ており、多くの香りが組み合わさっている」。ポルトガルの医師ガルシア・デ・オルタは1563年に出版された『インドの薬に関する対話』中でドリアンについて記載した。1741年、ドイツの植物学者ゲオルク・エバーハルト・ルンフィウスによる『アンボイナ植物誌』が出版された。この本は1世紀超にわたって最も詳細で正確にドリアンについて説明したものであった。ドリアン属（Durio）は、ルンフィウスによって作られた以来多くの種が取り去られ、追加されてきた複雑な分類を持つ。その分類学的研究の初期段階には、ドリアンとサワーソップ（Annona muricata）が少し混同されていた。これらの種はどちらも棘のある緑色の果実を持つ。サワーソップに対するマレー語名は「ドリアン・ベランダ」であり、これは「オランダのドリアン」を意味する。18世紀、ヨハン・アントン・ヴァインマンは、ドリアンの果実がセイヨウトチノキのものと似ているため、ドリアンはCastaneae（クリ科）に属すると考えた。

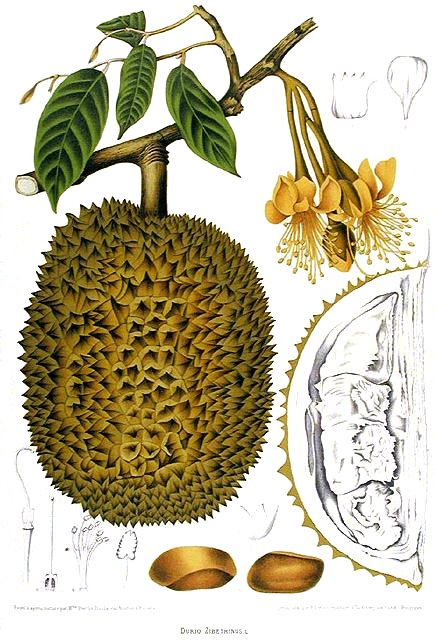
Durio zibethinus。Hoola van Nootenによる多色石版刷りの絵。1863年頃。

D. zibethinusは16世紀のポルトガル人によってセイロンへ導入され、後に幾度も再導入された。アメリカ州にも植えられてきたが植物園に限られる。最初の苗は1884年にキュー王立植物園からドミニカのオーギュスト・サン＝アロマンへ送られた。
東南アジアでは、ドリアンは数世紀にわたって（おそらく18世紀末以降）村レベルで、そして20世紀中頃以降は商業的に栽培されてきた。オーストラリアの作家、博物学者のエドマンド・ジェームズ・バンフィールドは著作「My Tropoc Isle」において、20世紀初頭に、シンガポールにいる友人がどのようにしてドリアンの種子を自分に送ったかを伝えた。バンフィールドはこの種子をクイーンズランド州の北海岸沖の自身の熱帯の島に植えて世話をした。
1949年、イギリスの植物学者E・J・H・コーナーは『The Durian Theory, or the Origin of the Modern Tree』を出版した。コーナーの理論は、動物被食種子散布は種子散布のその他の手段より前に生じ、ドリアン属（Durio）の原始祖先種、はこの種子散布方法の最も初期の実践者であり、特に特に赤ドリアン（D. dulcis）は被子植物の原始的な果実の典型的な例を示す、というものだった。しかしながら、ドリアン連（Durioneae）のより近年の範囲においては、果肉のような仮種皮と棘のある果実はこの系統群内から来ている。一部の属はこれらの特徴を有するが、その他の属は持たない。最近の分子生物学的研究（最近の、よく支持されたドリアン連の範囲はこれに基づている）はしたがってコーナーのドリアンの理論を反証する。
1990年代初め以来、東南アジア諸国連合（ASEAN）地域におけるドリアンに対する国内的ならびに国際的需要が、一つにはアジアが豊かになってきたことが原因で、著しく高まってきた。

## 文化と民間薬

### 文化的影響
特定の場所で一般的に信じられているのは、ドリアンはコーヒーあるいはアルコール飲料と一緒に食べると有害である、というものである。後者の思い込みは少なくとも、ルンフィウスが消化不良と口臭の原因となるためドリアンを食べた後はアルコールを飲むべきではない、と記した18世紀に遡ることができる。1929年、J. D. Gimletteは著作『Malay Poisons and Charm Cures』に、ドリアンの果実はブランデーと一緒に食べではならない、と書いた。1981年、J. R. Croftは著作『Bombacaceae: In Handbooks of the Flora of Papua New Guinea』に、ドリアンを食べた直後にアルコールを摂取するとしばしば「病的状態の感覚」が来る、と書いた。この信じられている考えの妥当性に関するいくつかの医学的調査が行われ、様々な結論が得られているが、筑波大学のグループの研究ではドリアンに含まれる高濃度の硫黄成分がアルデヒドデヒドロゲナーゼの活性を阻害し、これによって体から毒素（アセトアルデヒド）を取り除く活性が70%減弱することを見出した。

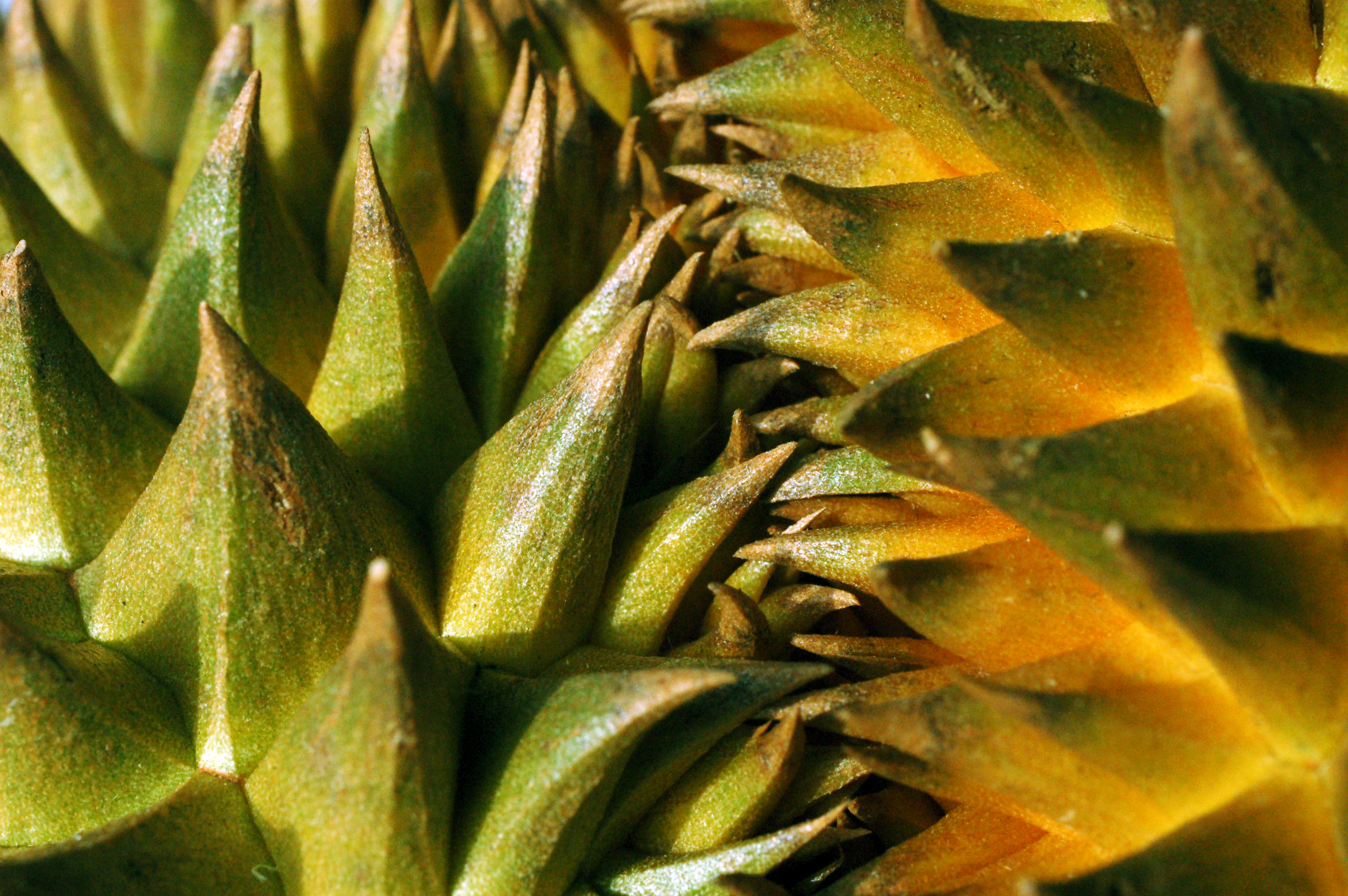
ドリアンの果実は鋭い棘で覆われている。

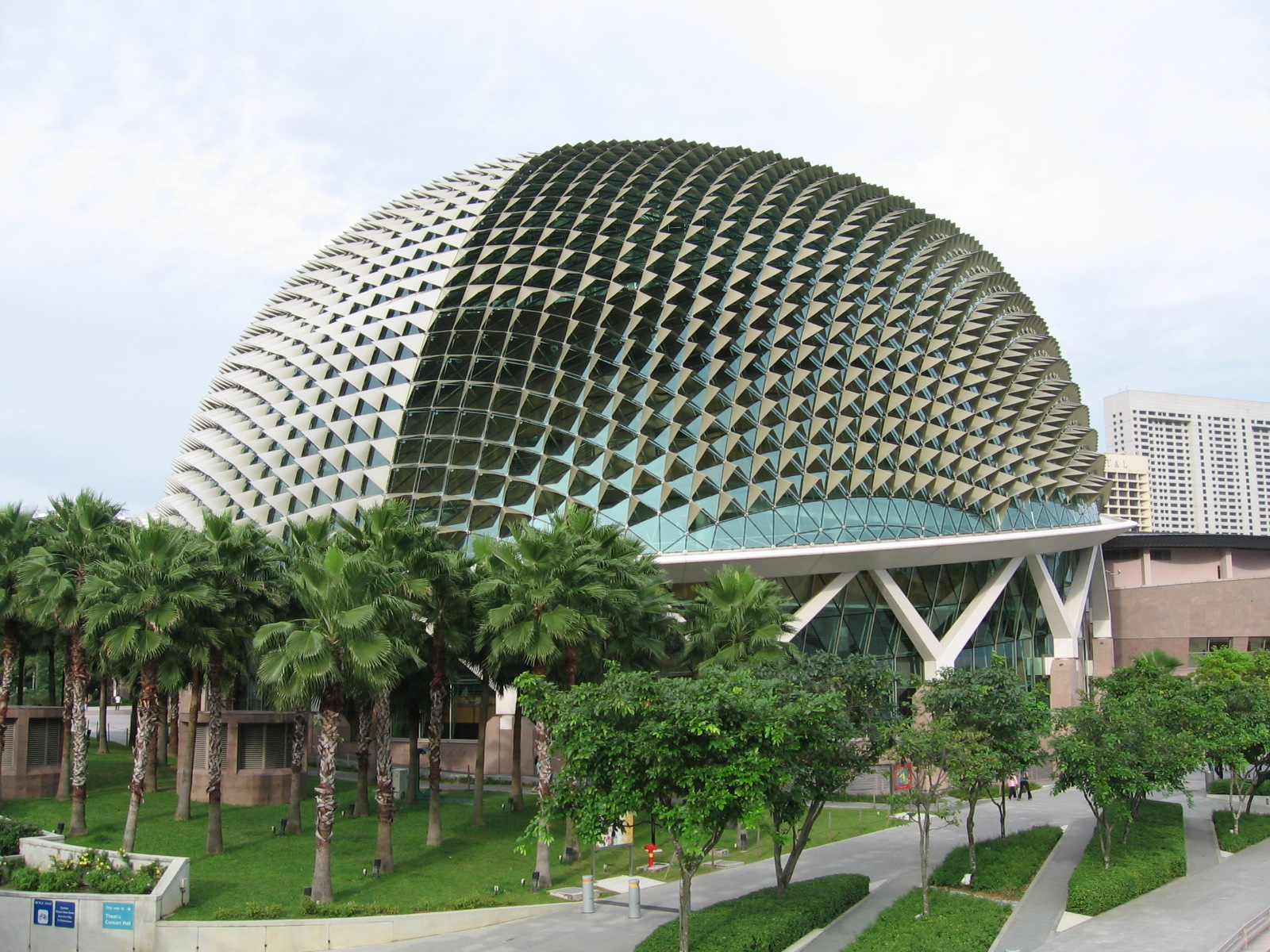
シンガポールのエスプラネード劇場の建物の愛称は「The Durian」である。

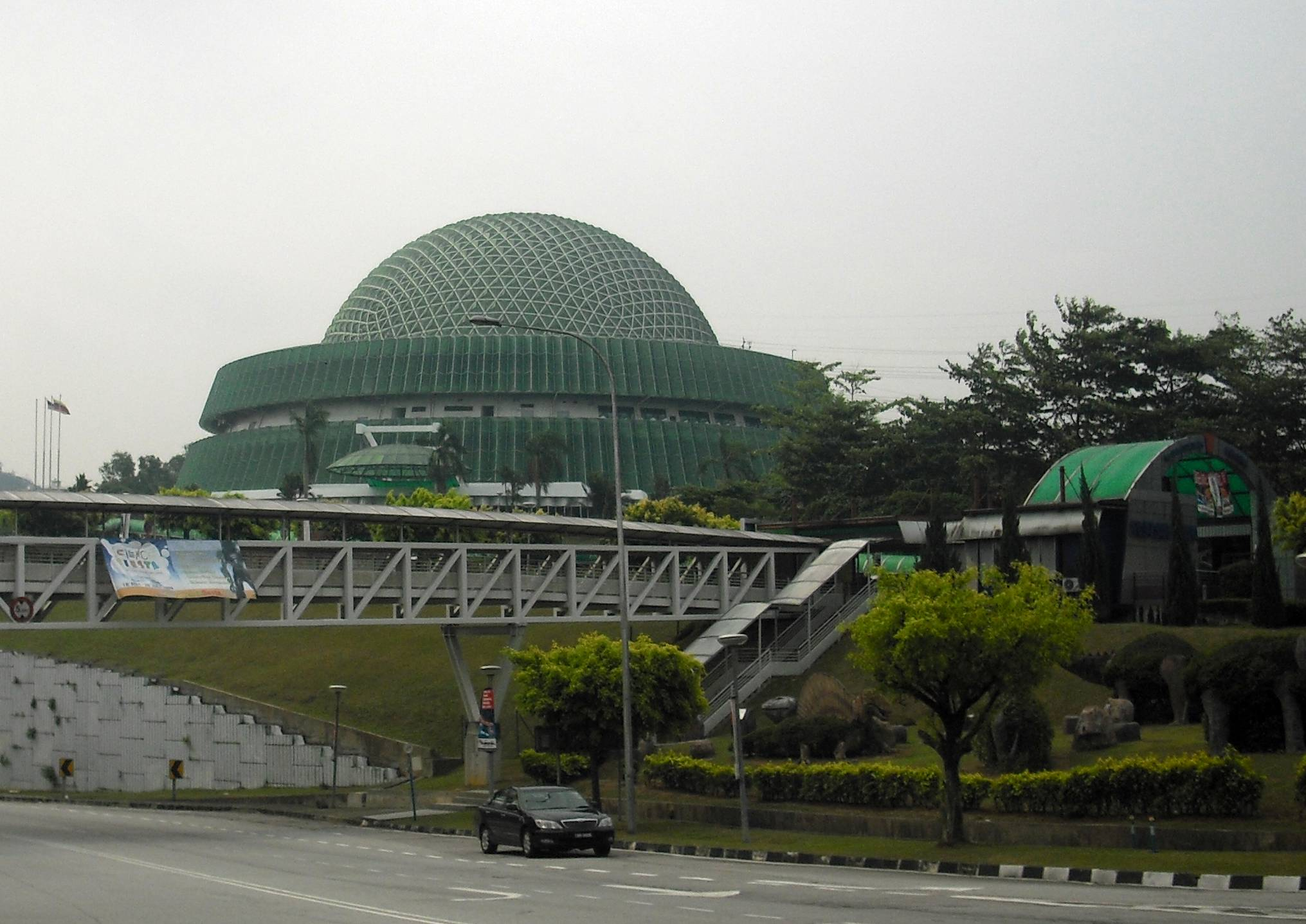
マレーシア国立科学センター（クアラルンプール）

ドリアンは一般に「果物の王様」と呼ばれるが、このあだ名はその恐怖心を起こさせる見た目と強烈な匂いに起因するかもしれない。原産地の東南アジアでは、ドリアンは常食されており、その地域での文化的受容に従って地元メディアで描写される。香港の監督フルーツ・チャンの2000年の映画『ドリアン ドリアン（原題: 榴槤飄飄）』においてドリアンは醜さと美しさの主観的性質を象徴し、シンガポールのテレビコメディ『ドリアン・キング（Durian King）』ではエイドリアン・パンが演じた無鉄砲だが愛嬌のある主人公の愛称として使われた。同様に、奇妙な形をしたシンガポールのエスプラネードの建物（シアターズ・オン・ザ・ベイ）は地元ではしばしば「The Durian」と呼ばれ、「The Big Durian」ばインドネシアのジャカルタの愛称である。
ドリアンは重く、鋭い棘で覆われており、さらにかなりの高さから落ちてくる可能性があるため、人の頭の上にドリアンが落ちると重大な怪我を引き起こす可能性がある。ドリアンを集める時は保護帽をかぶることが推奨される。アルフレッド・ラッセル・ウォレスは、血液の多量浸出が炎症を妨げるため、それによって死に至ることは稀だ、と書いた。世間での言い習わしは、人間にとって危険な日中に落ちることはないと言われているため、ドリアンは眼を持っていて、落ちている場所を見ることができる、というものである。しかし実際には乳児の上にドリアンが落下して死亡した事故が起きている。インドネシアの諺「ketiban durian runtuh」（ドリアンの雪崩を受ける）は日本語の「棚からぼたもち」、英語の「windfall gain」に相当する。にもかかわらず、インドネシアではドリアンの木の下にとどまらないように警告する標識が見られる。果樹園では強いナイロンまたは織りロープ網がドリアンの木の間にしばしば張られており、これは3つの役割を果たす: 網は熟した果実を集めるのを助け、地表のスカベンジャーを阻み、ドリアンが人の上に落ちるのを防ぐ。
フィリピン・ダバオ市に自生していた棘のない天然のドリアンの品種が1960年代に発見された: これらの種子から生まれた果実も棘を欠いていた。果実が熟すにつれて鱗片の根本が棘に発達するため、未熟な果実の鱗片を削り取ることによって棘のないドリアンが作り出されることがある。マレーシアでは、棘なしドリアンクローンD172が1989年6月17日に農務省によって登録された。このクローンは「ドリアン・ボタク」（禿げたドリアン）と呼ばれた。インドネシでは、ブラウィジャヤ大学ドリアン研究センター長Ir Sumeru Ashariがマラン県カセンボンから発見された棘なしドリアンを報告した。別の栽培品種がインドネシア西ヌサ・トゥンガラ州ロンボク島から出た。
スマトラゾウやトラといった動物はドリアンを食べることが知られている。
タイが付けた2006年の台風の名称の一つは「ドリアン」であった。この名称は2006年に引退となった。ドリアンは様々な野生の獣によって非常に愛されているため、ドリアンは、マレーシアにおけるビッグフット、オラン・ペンデクの伝説やそのスマトラ版において見られるように、人間の長く忘れられた野獣のような一面を示すことがある。これらの未確認動物はどちらもドリアンを大いに楽しむと主張されてきた。

### 民間薬
マレーシアでは、ドリアンの葉と根の煎じ薬がかつて解熱薬として処方された。葉の汁は発熱している患者の頭に塗られた。発熱に対する治療薬としてのドリアンの医薬としての利用の最も完全な記述は1930年にBurkillとHaniffによって収集されたマレーの処方箋である。この処方箋は、Hibiscus rosa-sinensisの根、Durio zibethinusの根、Nephelium longanの根、Nephelium mutabileの根、Artocarpus integrifoliaの根を茹でて、煎じ薬として飲むあるいは湿布として使用することを読み手に指示している。
東南アジアの民間伝承や中国医学は、ドリアンの果実が過度の発汗を引き起こす傾向にある温める性質を持つと考える。これを中和するための伝統的方法は、果肉を食べた後のドリアンの空の殻に水を注ぎ入れて、それを飲むことである。また別の方法として、冷やす作用を持つと考えられているマンゴスチンをドリアンを共に食べる方法がある。妊娠中の女性あるいは高血圧の人はドリアンを食べないように伝統的に助言される。
ジャワ人は、ドリアンが媚薬効果を持つと信じており、ドリアンと共にまたは食べた直後にどのようなものを食べてよいかよくないかに関する一連の規則を課す。インドネシア語のことわざ
「durian jatuh sarung naik」（ドリアンが落ちると、サロンが上がる）はこの信じられている考えを指す。事実であると思われているドリアンの好色な性質に対する警告は西洋にもすぐに広がった — スウェーデンボルグ主義者で哲学者のハーマン・ベッターリングは、ドリアンのいわゆる「性愛的性質」に関して20世紀初頭に言及した。

## 環境への影響
中国におけるドリアン需要の上昇によって、マレーシアでは小規模果樹園から大規模な生産工程への移行が促されてきており、大規模なドリアンプランテーションのために森林が切り開かれている。

## 注
1. ↑  ウォレスは1866出版の著書『The Malay Archipelago: The land of the orang-utang and the bird of paradise』でほとんど同じような論評を加えている。
2. ↑  ウォレスが引用した旅行者はLinschott（ヤン・ホイフェン・ヴァン・リンスホーテン（英語版）に対するウォレスの綴り）である。この名前はインターネットでドリアンを検索すると繰り返し現われ、こういった引用自身は遡るとウォレスに行き着く。リンスホーテンの著作の翻訳では、ドリアンは「duryoen」と綴られている。